# 2024
Rok 2024 (MMXXIV) gregoriánského kalendáře začal v pondělí 1. ledna a skončil v úterý 31. prosince a byl přestupný. V České republice měl 252 pracovních dnů a 13 státních a ostatních svátků, z toho 10 jich připadlo na mimovíkendové dny. Dle židovského kalendáře nastal přelom roků 5784 a 5785, dle islámského kalendáře 1445 a 1446.

## Události

### Česko
- 19. ledna – Byla spuštěna mobilní aplikace eDoklady, která umožňuje prokazování se digitálním občanským průkazem.
- 24. ledna
  - Dvacet zraněných a jednoho mrtvého si vyžádala srážka vlaku s kamionem u obce Dolní Lutyně.
  - Ústavní soud zamítl návrh na zrušení zkrácené valorizace penzí, kterou podala vládní opozice.
- 2. února – Se zpožděním byl spuštěn digitální přihlašovací systém DiPSy pro podávání přihlášek na střední školy.
- 7.–18. února – Ve Vysočina Aréně v Novém Městě na Moravě se po jedenácti letech uskutečnilo Mistrovství světa v biatlonu.
- 12. dubna – Horolezkyně Klára Kolouchová jako první Češka stanula na vrcholu Annapurny.
- 10.–26. května – V O2 areně v Praze a v Ostravar Aréně v Ostravě se po devíti letech konalo mistrovství světa v hokeji.
- 26. května – Česká hokejová reprezentace vyhrála mistrovství světa v ledním hokeji, když ve finále porazila Švýcarsko 2:0.
- 5. června – Při srážce nákladního vlaku a nočního expresu v Pardubicích zemřeli čtyři lidé, dalších 22 jich bylo zraněných.
- 13. července – Tenistka Barbora Krejčíková se stala čtvrtou českou wimbledonskou vítězkou ve dvouhře.
- 13. září
  - Česko zasáhla ničivá povodeň způsobená tlakovou níží Boris. Na mnoha místech na Moravě a ve Slezsku byla voda větší než v roce 1997.
  - V Praze došlo kvůli povodním původně preventivně, nakonec po stanovení rozsahu škod definitivně, k zastavení provozu třetí lanové dráhy na Petřín.
- 20.– 21. září – V Česku proběhly krajské a senátní volby.
- 26. října – České aerolinie (ČSA) přestaly provozovat vlastní lety a ze společnosti se stala zastřešující společnost skupiny Smartwings. Poslední let proběhl z Paříže do Prahy (OK 767) a ČSA tak po 101 letech ukončila svoje působení jako letecká společnost.
- 28. listopadu – Byl slavnostně otevřen Schwarzenberský most. S rozpětím 156 m největší železobetonový obloukový most v Česku.
- 17. prosince – proběhlo otevření dálnice D4.

### Svět
- 1. ledna
  - Belgie se ujala Předsednictví EU.
  - Evropskými hlavními městy kultury v roce 2024 jsou estonská Tartu, rakouský Bad Ischl a norské Bodø.
  - Egypt, Etiopie, Írán, Saúdská Arábie a Spojené arabské emiráty se staly členy BRICS.[1]
  - Západní pobřeží Japonska zasáhlo zemětřesení o síle 7,5 Mww, při kterém zemřelo nejméně přes 100 lidí a dalších 79 lidí bylo zraněno.
- 2. ledna – Po srážce letadel v Tokiu na letišti Haneda vzplál po přistání Airbus A350-900 letecké společnosti Japan Airlines.
- 3. ledna – V íránském Kermánu zemřelo po dvou explozích nejméně 84 lidí. K výbuchům došlo v průvodu, který šel uctít památku Kásima Sulejmáního. K útoku se přihlásil Islámský stát.
- 8. ledna – Francouzská premiérka Élisabeth Borneová podala demisi. Ve funkci ji o den později vystřídal Gabriel Attal.
- 13. ledna – V prezidentských volbách na Tchaj-wanu zvítězil Laj Čching-te se ziskem 40,05 % hlasů.
- 14. ledna – Dánská královna Markéta II. abdikovala a předala moc svému staršímu synovi Frederikovi X.
- 18. ledna – Více než 100 000 zaměstnanců veřejného sektoru v Severním Irsku stávkovalo za zvýšení mezd, dle BBC šlo o největší protest za posledních 50 let.
- 19. ledna – Japonská sonda SLIM přistála v měsíčním moři Mare Nectaris. Japonsko se stalo pátou zemí, která přistála na měsíčním povrchu.
- 19. ledna – 1. února – V jihokorejské provincii Kangwon se konaly IV. zimní olympijské hry mládeže.
- 4. února – Zemřel úřadující namibijský prezident Hage Geingob. Ve funkci jej nahradil viceprezident Nangolo Mbumba.
- 5. února – Buckinghamský palác uvedl, že britský král Karel III. má rakovinu.
- 6. února – Bývalý chilský prezident Sebastián Piñera zemřel při pádu vrtulníku, který sám pilotoval.
- 7. února – Ázerbájdžánský prezident Ilham Alijev si v prezidentských volbách zajistil moc na dalších sedm let.
- 10. února – Po vlně veřejné kritiky oznámila maďarská prezidentka Katalin Nováková v projevu vysílaném veřejnoprávní televizí, že na svou funkci rezignuje.
- 11. února – Ve dvoukolových prezidentských volbách ve Finsku zvítězil Alexander Stubb.
- 16. února – V trestanecké kolonii na Sibiři zemřel nejvýznamnější ruský opoziční politik Alexej Navalnyj. Ruská policie zadržela několik lidí účastnících se pietních akcí.
- 5. března – Do funkce maďarského prezidenta byl po vítězství v tajné volbě jmenován Tamás Sulyok.
- 7. března – Švédsko se stalo 32. členem NATO.
- 10. března – Proběhl 96. ročník udílení Oscarů, nejlepším filmem se stal Oppenheimer, za nejlepší herecké výkony byli oceněni Cillian Murphy a Emma Stoneová.
- 15.–17. března – V ruských prezidentských volbách vyhrál dosavadní prezident Vladimir Putin se ziskem více než 87 % hlasů a zajistil si mandát na dalších šest let.
- 20. března – Na Slovensku zanikl Úřad speciální prokuratury.
- 22. března – Nejméně 115 lidí zemřelo a více než sto dalších bylo zraněno při teroristickém útoku v ruském Krasnogorsku.
- 23. března – V prvním kole prezidentských voleb na Slovensku uspěli Ivan Korčok (42,51 %) a Peter Pellegrini (37,02 %). Volby se účastnilo 51,91 % voličů.
- 24. března – Výnosem prezidenta byl v Rusku vyhlášen státní smutek za oběti teroristického útoku.[2][3]
- 26. března – Po srážce s kontejnerovou lodí MV Dali se zřítil most Francise Scotta Keye v Baltimoru v americkém státě Maryland. Nehodu pravděpodobně nepřežilo šest dělníků, kteří na mostě pracovali.[4]
- 27. března–10. dubna – zvířetníkové světlo
- 31. března – Bulharsko a Rumunsko vstoupily do Schengenského prostoru.[5]
- 6. dubna – Druhé kolo slovenských prezidentských voleb vyhrál Peter Pellegrini (53,12 %). Volby se zúčastnilo 61,14 % voličů.
- 8. dubna – úplné zatmění Slunce (střední Tichý oceán, severní Mexiko, východní a střední Spojené státy, jihovýchodní Kanada a severní Atlantský oceán)
  - 8. dubna – zatmění Slunce pozorovatelné v Mexiku, USA a Kanadě.
- 9. dubna – Po rezignaci irského předsedy vlády Lea Varadkara jej ve funkci vystřídal Simon Harris.
- 10. dubna 20.40 – konjunkce Jupitera, Měsíce a Uran
- 11. dubna 5.15 – konjunkce Marsu a Saturnu
- 16. dubna – V historické budově burzy cenných papírů v Kodani vypukl požár. Plameny zachvátily také věž, která se následně zřítila.
- 5. května – V panamských prezidentských volbách zvítězil pravicový politik José Raúl Mulino se ziskem více než 34 procent hlasů.[6]
- 7.–11. května – Proběhla soutěž Eurovision Song Contest v Malmö ve Švédsku, vítězem se stal Nemo ze Švýcarska.
- 15. května – Byl spáchán pokus o atentát na slovenského premiéra Roberta Fica.
- 19. května – Íránský prezident Ebráhím Raísí zahynul spolu s dalšími sedmi lidmi při nehodě vrtulníku Bell 212 ve Východním Ázerbájdžánu.
- 26. května – Litevský prezident Gitanas Nausėd obhájil v prezidentských volbách svůj post a zajistil si druhé pětileté funkční období.
- 1. června – V islandských volbách byla zvolena Halla Tómasdóttir prezidentkou země.
- 2. června – V mexických prezidentských volbách zvítězila Claudia Sheinbaumová se ziskem téměř 60% hlasů. Půjde o první ženu ve funkci prezidenta Mexika.
- 10. června – Při nehodě letounu malawiských ozbrojených sil zahynulo všech devět osob na palubě, včetně viceprezidenta Saulose Chilima a bývalé první dámy Patricii Shanil Dzimbiriové.[7]
- 27. června – Při železniční nehodě u slovenského města Nové Zámky zemřelo sedm lidí a minimálně pět dalších bylo zraněno.
- 29. června – Mauritánský prezident Muhammad uld Ghazuání obhájil v prezidentských volbách svůj post a zajistil si druhé pětileté funkční období.
- 1. července – Maďarsko se ujalo Předsednictví EU.
- 4. července – Všeobecné volby ve Spojeném království drtivě vyhrála opoziční Labouristická strana v čele s Keirem Starmerem, který nahradí Rishi Sunaka ve funkci premiéra Spojeného království.
- 5. července – V druhém kole íránských prezidentských voleb zvítězil reformní kandidát Masúd Pezeškján.
- 7. července – V předčasných francouzských parlamentních volbách překvapivě zvítězila levicová Nová lidová fronta. Druhá skončila koalice Spolu. Favorizované krajně pravicové Národní sdružení skončilo třetí.
- 9. července – Poprvé odstartovala nejsilnější evropská nosná raketa Ariane 6.
- 13. července – Byl spáchán pokus o atentát na bývalého amerického prezidenta Donalda Trumpa.
- 14. července – Španělská fotbalová reprezentace vyhrála Mistrovství Evropy ve fotbale 2024 v Německu.
- 16. července – Na sjezdu republikánské strany si Donald Trump vybral za kandidáta ohijského senátora J.D. Vance do listopadových prezidentských voleb.
- 21. července – Americký prezident Joe Biden se vzdal své demokratické nominace pro listopadové prezidentské volby.
- 26. července – 11. srpna – se konaly XXXIII. letní olympijské hry v Paříži.
- 28. července – prezidentské volby ve Venezuele podle volební komise vyhrál současný prezident Nicolás Maduro, ale podle opozice a několika států je vyhrál Edmundo González Urrutia.
- 31. července – Byl, pravděpodobně Izraelem, zabit vůdce Hamásu a dvojka Hizballáhu, Ismáíl Haníja a Fuáda Šukra.
  - 31. července – konjunkce Jupiteru, Marsu a Měsíce
- 6. srpna – Ukrajinské síly zahájily tažení do ruské Kurské oblasti, načež několik ruských oblastí vyhlásilo stav nouze.
- 7. srpna – Americká viceprezidentka Kamala Harrisová získala demokratickou nominaci pro listopadové prezidentské volby a jako kandidáta na viceprezidenta si vybrala guvernéra Minnesoty Tima Walze.
- 13. srpna – vrchol meteorického roje Perseidy (50–80 meteorů během hodiny)
- 14. srpna – Světová zdravotnická organizace vyhlásila kvůli epidemii opičích neštovic globální stav zdravotní nouze.
  - 14. srpna 18.52 – velmi těsná konjunkce Jupitera a Marsu
- 17. srpna – Nusantara se stala novým hlavním městem Indonésie, čímž nahradila Jakartu.[8][9]
- 19. srpna 20.28 – tzv. modrý úplněk
- 21. srpna – zákryt Saturnu Měsícem
- 28. srpna – 8. září – se konaly XVII. letní paralympijské hry v Paříži
- 3.–16. září – zvířetníkové světlo
- 17.–18. září – Při výbuchu komunikačních zařízení používaných libanonskou teroristickou organizací Hizballáh na území Libanonu a Sýrie zemřelo nejméně 42 osob.
- 18. září 4.44 – částečné zatmění Měsíce (zakryto 8,5 % plochy)
- 27. září – Přesný izraelský nálet na ústředí hnutí Hizballáh v Bejrútu zabil vůdce hnutí, Hasana Nasralláha.
- konec září a říjen – průlet komety C/2023 A3 (Tsuchinshan–ATLAS)
- 1. října – Írán vypálil několik set balistických raket na Izrael. Velkou část z nich se povedlo setřelit, některé způsobily škody.
- 6. října – V prezidentských volbách v Tunisku byl znovuzvolen Kaís Saíd.
- 13. října – první kolo parlamentních voleb v Litvě.
- 16. října – Při izraelském útoku byl ve městě Rafah v Pásmu Gazy zabit Jahjá Sinvár, druhý nejmocnější muž Hamásu.
- 17. října 2.47 – superúplněk (přiblížení Měsíce k Zemi na 357 172 km)
- 1. listopadu – Při zřícení betonového přístřešku nad vchodem železničního nádraží v srbském městě Novi Sad zemřelo 14 osob.
- 3. listopadu – Ve dvoukolových prezidentských volbách v Moldávii obhájila svůj post současná prezidentka Maia Sanduová.
- 4. listopadu – Byli objeveni původní autoři písně, pro kterou se na internetu vžil název The Most Mysterious Song on the Internet a která byla internetovým fenoménem.
- 5. listopadu – Donald Trump zvítězil v amerických prezidentských volbách jako druhý americký prezident v nenavazujícím volebním období.
- 11.–22. listopadu – proběhla Konference OSN o změně klimatu 2024 v Baku.
- 12. listopadu – Canterburský arcibiskup a hlava anglikánské církve Justin Welby rezignoval na svůj post po skandálu, kdy měl zatajovat informace o sexuálním zneužívání v církvi.
- 24. listopadu – proběhly prezidentské volby v Rumunsku, které byly po zjištění z ovlivňováni ze strany Ruska celé anulovány.
- 25. listopadu – V litevském hlavním městě Vilniusu se zřítil nákladní letoun společnosti DHL na dvoupatrovou budovu. Nejméně jeden člověk zahynul.
- 7. prosince – Katedrála Notre-Dame byla po pěti letech od ničivého požáru slavnostně znovuotevřena.[10][11]
- 8. prosince – Po několikadenní ofenzivě oznámily protiasadovské syrské milice pád režimu Bašára al-Asada, který uprchl i s rodinou do Ruska.
- 11. prosince – FIFA oznámila, že mistrovství světa ve fotbale 2030 společně uspořádají Argentina, Paraguay a Uruguay, zatímco Saúdská Arábie byla potvrzena jako hostitel mistrovství světa 2034.[12]
- 12. prosince – Indický šachový talent Gukeš Dommaradžu porazil bývalého mistra světa Ting Li-žena v mistrovství světa v šachu 2024. Gukeš překonal věkový rekord 22 let stanovený Garrim Kasparovem, když se stal šampionem ve věku 18 let a 195 dní.[13]
- 14. prosince
  - Prezidentské volby v Gruzii 2024: Michail Kavelašvili ze strany Lidová moc byl zvolen bez protikandidáta.[14]
  - Prezident Jižní Koreje Jun Sok-jol byl zbaven pravomocí a funkcí poté, co poslanci hlasovali pro jeho odvolání. To následovalo po jeho vyhlášení stanného práva minulý týden.[15]
  - Cyklón Chido zasáhl ostrov Mayotte, způsobil nejméně 20 úmrtí a přinesl ničivé škody na ostrově.[16]
- 20. prosince – Na vánočních trzích v německém Magdeburku najel automobil do davu lidí, zemřelo 5 osob a přibližně 200 bylo zraněno.

## Úmrtí

### Česko

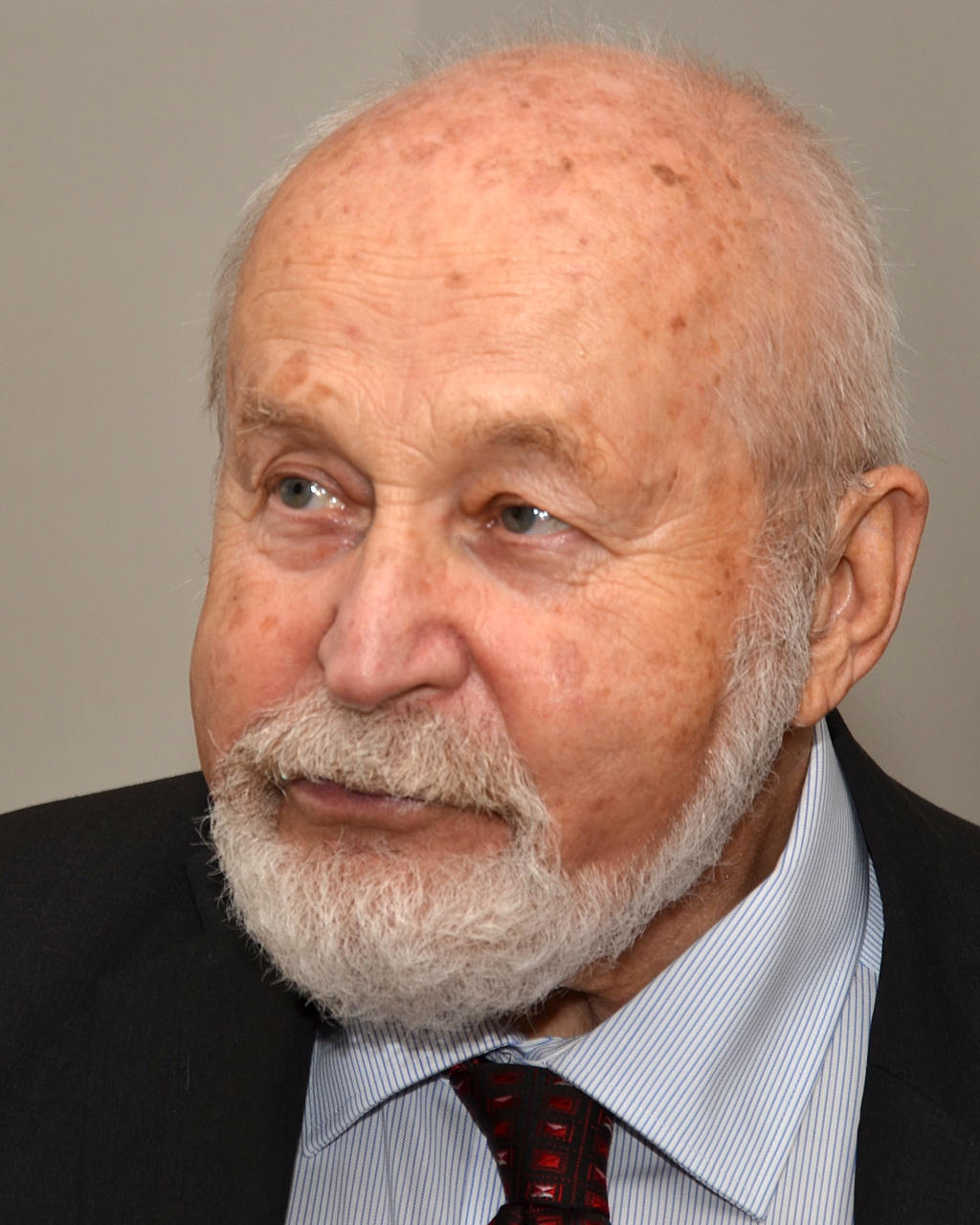
František Janouch († 12. ledna)

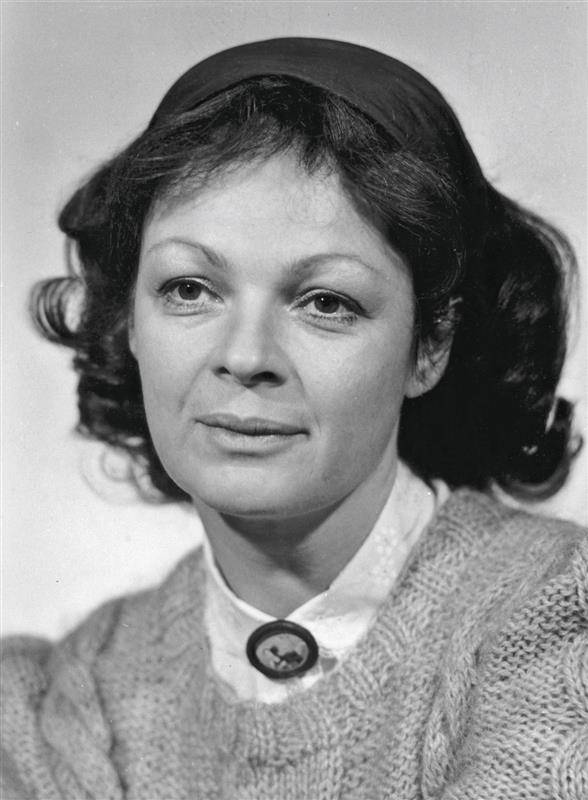
Jana Hlaváčová († 13. ledna)

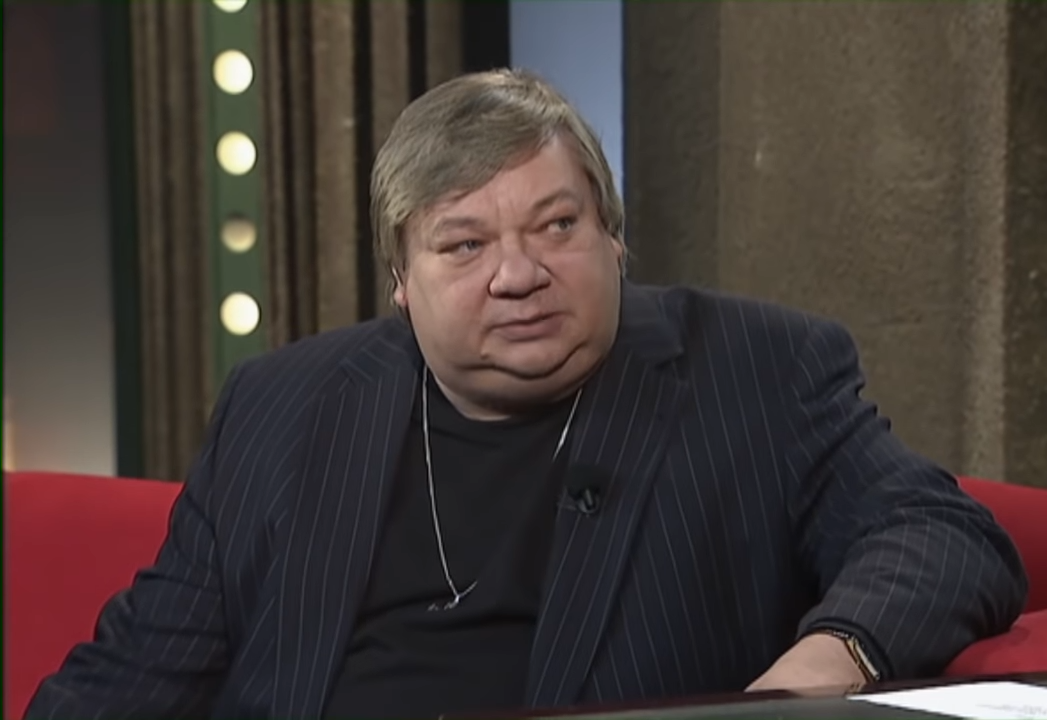
Norbert Lichý († 16. ledna)

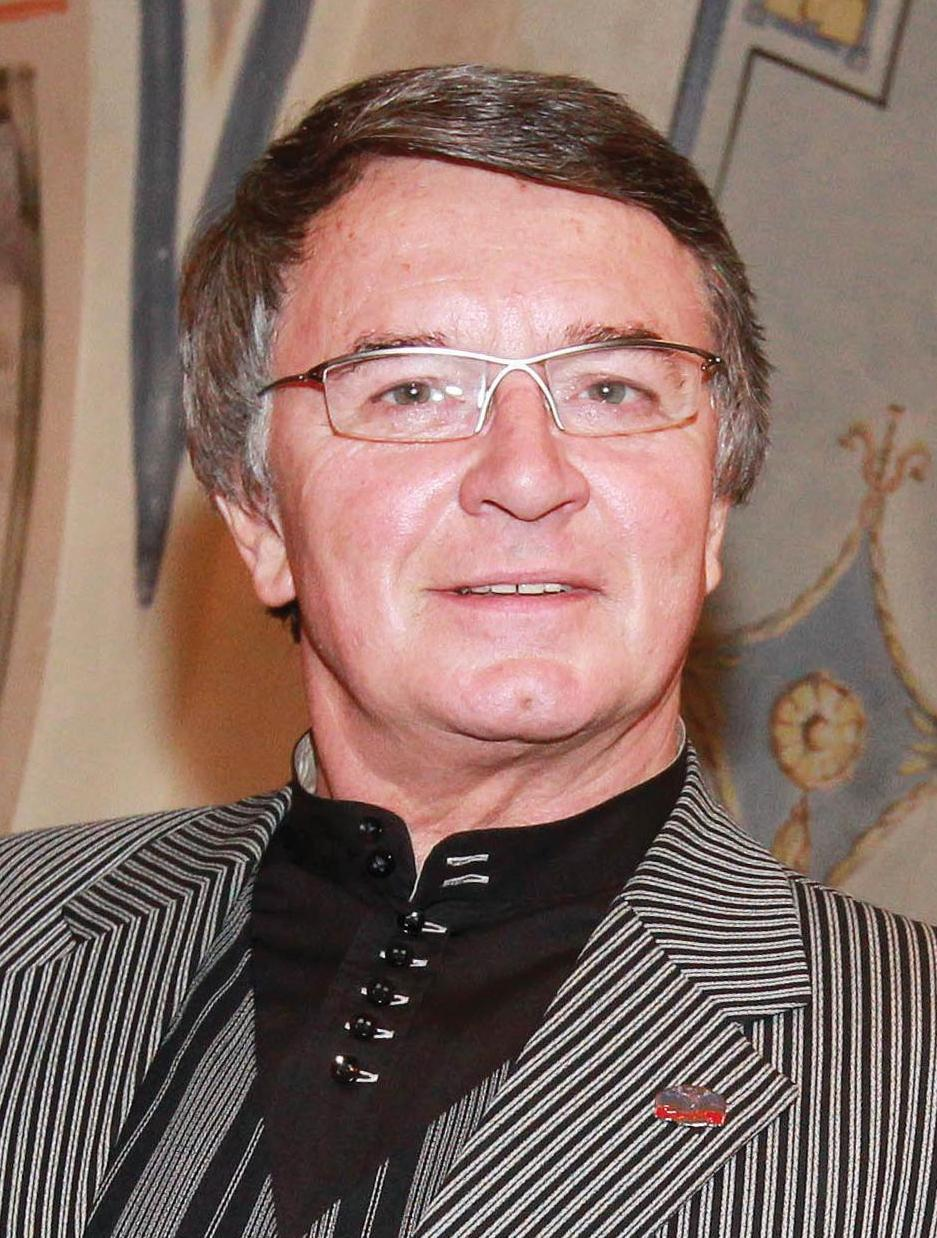
Vlastimil Harapes († 15. května)

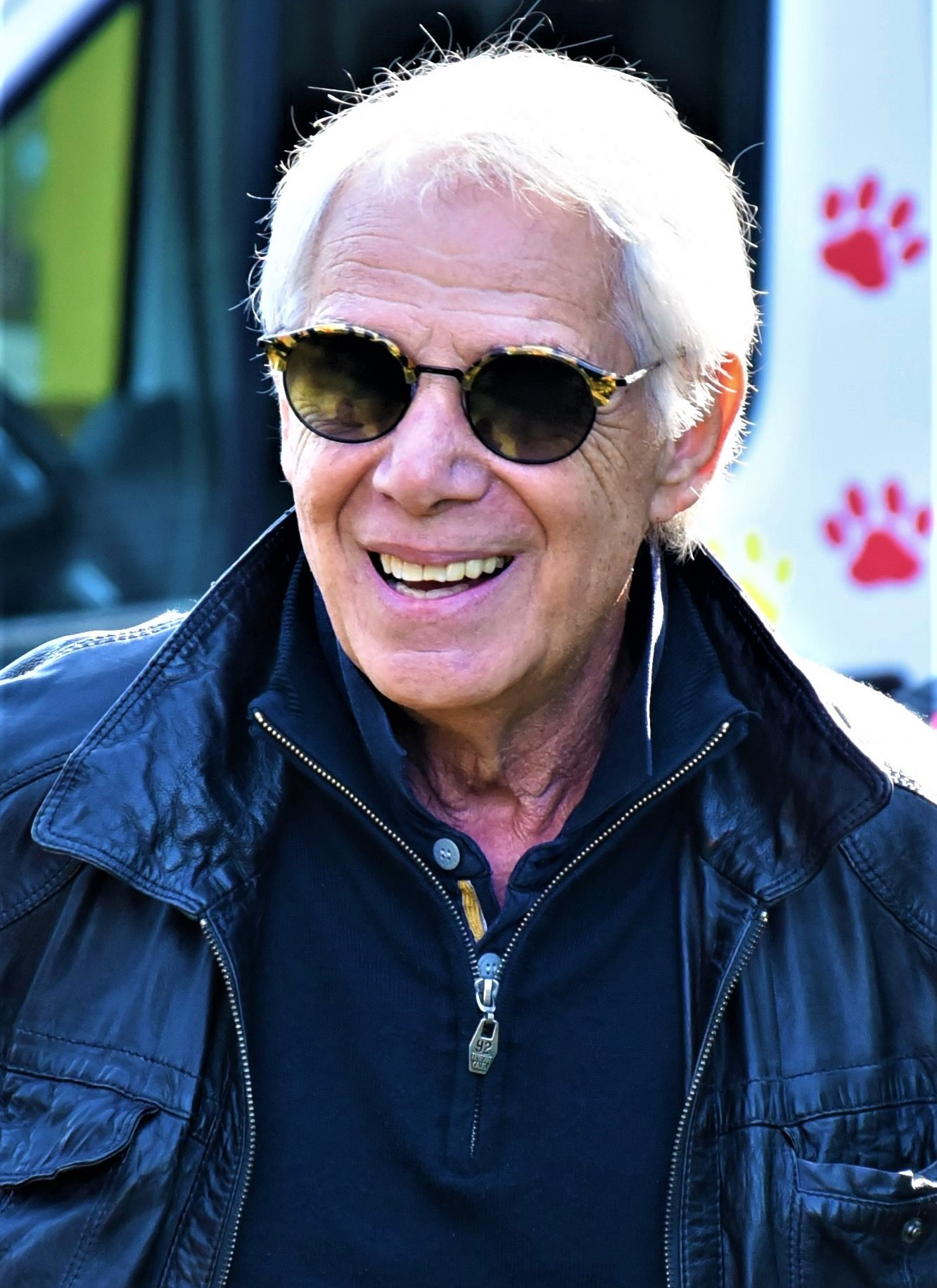
Josef Laufer († 20. dubna)

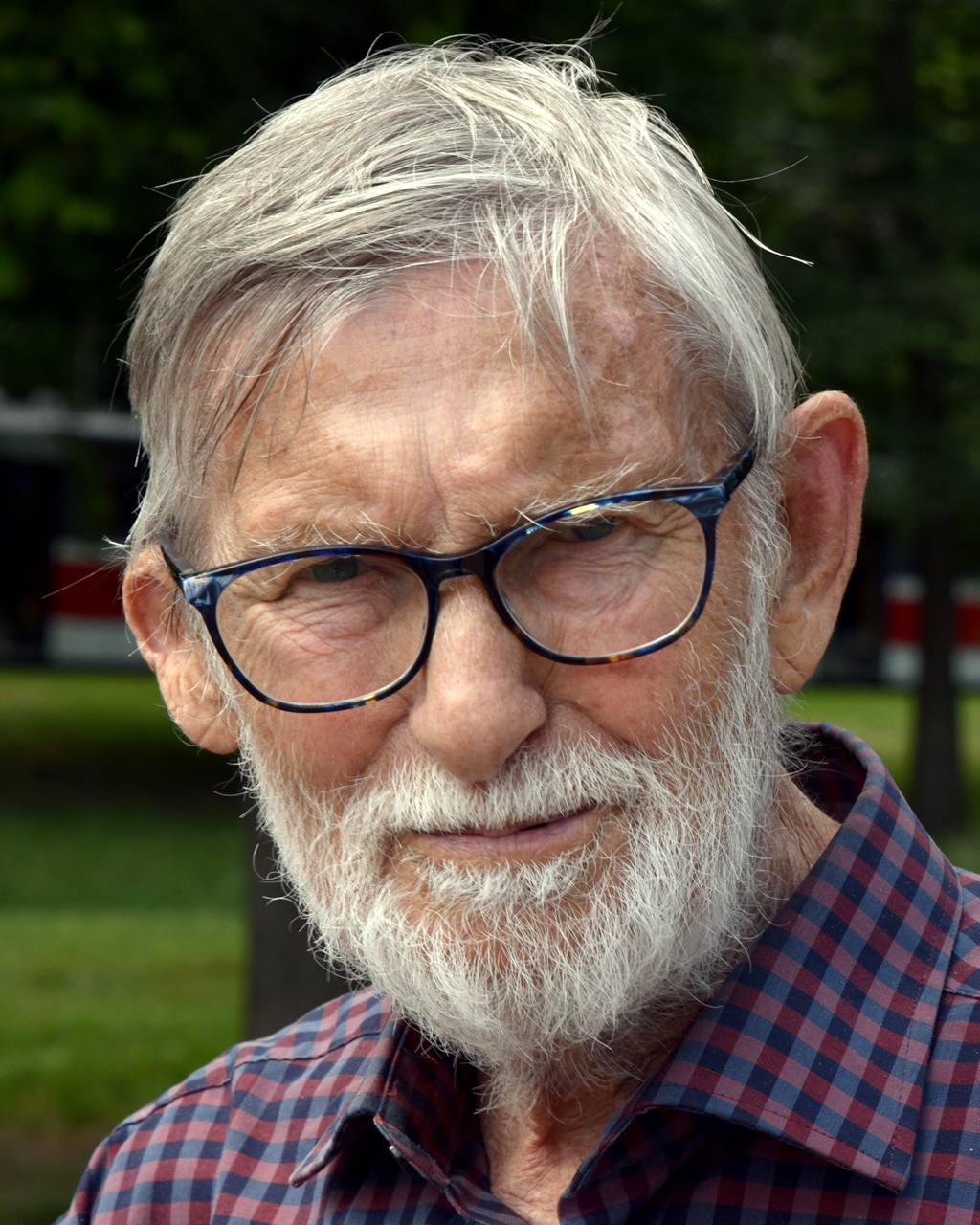
Jan Schmid († 3. června)

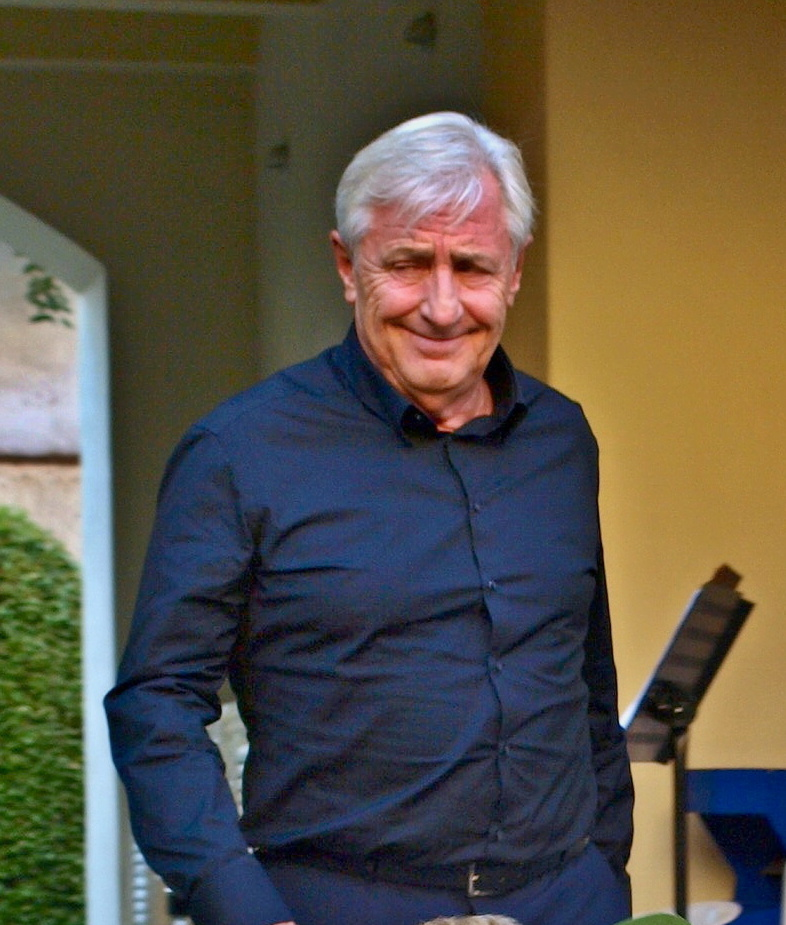
Karel Heřmánek († 24. srpna)

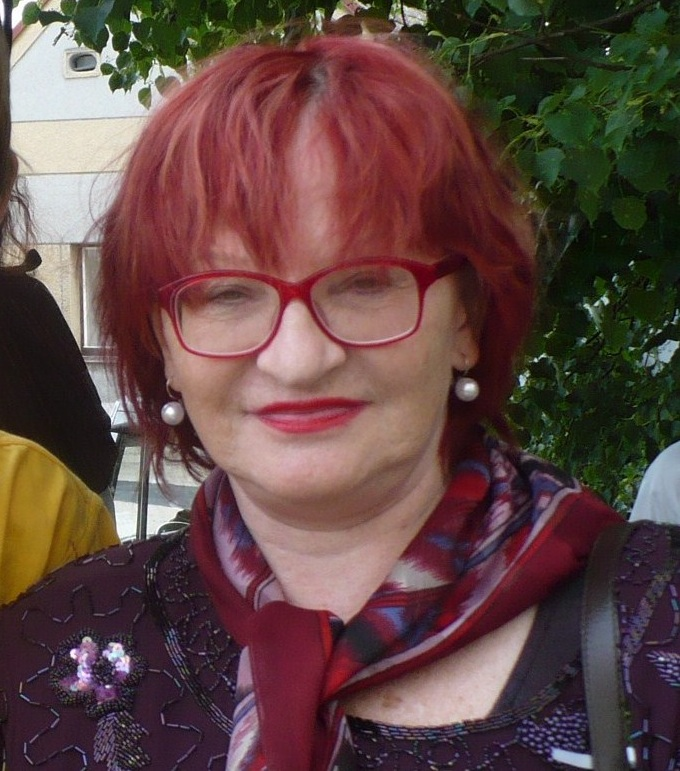
Jana Synková († 27. prosince)

- 01. ledna – Pavel Vondra, herec a dabér (* 13. dubna 1969)
- 06. ledna – Ivo Oberstein, architekt, urbanista a vysokoškolský pedagog (* 18. května 1935)
- 09. ledna – Pavel Dyba, fotbalista (* 22. dubna 1944)
- 11. ledna – Jiří Neuwirt, malíř, grafik a ilustrátor (* 27. února 1948)
- 12. ledna
  - František Janouch, jaderný fyzik, disident a zakladatel Nadace Charty 77 (* 22. září 1931)
  - Stanislav Zippe, výtvarník, malíř a sochař (* 20. ledna 1943)
- 13. ledna
  - Jana Hlaváčová, herečka (* 26. března 1938)
  - Ladislav Svoboda, lékař a politik, místopředseda Senátu PČR (* 25. prosince 1938)
- 16. ledna – Norbert Lichý, herec a hudebník (* 29. prosince 1964)
- 22. ledna – Vladimír Czumalo, historik umění (* 15. prosince 1954)
- 23. ledna – Kateřina Černá, malířka a grafička (* 17. února 1937)
- 25. ledna – Josef Šťastný, basketbalista (* 30. ledna 1961)
- 26. ledna – Jiří Bičák, fyzik a vědec (* 7. ledna 1942)
- 30. ledna – Zdeněk Pecka, veslař (* 6. února 1954)
- 02. února – František Černý, velvyslanec Československa a Česka v Berlíně (* 8. června 1931)
- 03. února – Pavel Ploc, biatlonista (* 26. prosince 1943)
- 09. února – Martin Černohorský, fyzik a vysokoškolský pedagog (* 31. srpna 1923)
- 11. února – Jozef Sinčák, manažer (* 17. ledna 1970)
- 14. února – Ervín Hoida, válečný veterán (* 30. listopadu 1918)[17]
- 16. února – Aleš Lamr, malíř, grafik a sochař (* 12. června 1943)
- 19. února
  - Lubomír Drožď, prozaik, publicista, esejista a překladatel (* 22. srpna 1955)
  - Roman Procházka, politik (* 23. listopadu 1968)
- 23. února – Petr Moos, dopravní inženýr a politik (* 3. února 1946)
- 27. února – Eva Smolková Keulemansová, chemička, vysokoškolská profesorka (* 27. dubna 1927)
- 05. března – Pavel Zajíček, básník, textař a výtvarník (* 15. dubna 1951)
- 17. března – Miloš Velemínský, pediatr (* 14. srpna 1936)
- 19. března
  - Karla Erbová, básnířka a spisovatelka (* 30. dubna 1933)
  - Simeon, pravoslavný duchovní (* 12. února 1926)
- 22. března – Anna Váchalová, aktivistka organizací osob se zdravotním postižením a politička (* 13. ledna 1932)
- 27. března – Tomáš Kára, kardiolog (* 15. října 1967)
- 30. března – Věra Nováková, malířka, ilustrátorka a sochařka (* 17. ledna 1928)
- 31. března – Pavel Svojanovský, veslař (* 12. srpna 1943)
- 07. dubna – Jaroslav Bašta, politik, poslanec (* 15. května 1948)
- 12. dubna – Olga Fikotová, diskařka, olympijská vítězka (* 13. listopadu 1932)
- 20. dubna
  - Josef Laufer, zpěvák, herec, tlumočník (* 11. srpna 1939)
  - Miroslav Švejda, operní pěvec, tenorista (* 7. prosince 1939)
- 25. dubna – Hana Storchová, malířka, grafika, ilustrátorka (* 14. září 1936)
- 27. dubna – Robert Kvaček, historik (* 5. července 1932)
- duben – Hana Brejchová, herečka (* 12. prosince 1946)
- 01. května – Miroslav Macek, politik, stomatolog a publicista (* 7. prosince 1944)
- 04. května – Miroslav Imrich, zpěvák a skladatel (* 27. března 1953)
- 05. května – Simona Postlerová, divadelní, filmová a dabingová herečka (* 9. listopadu 1964)
- 10. května – Alois Marhoul, básník a spisovatel (* 24. června 1951)
- 11. května – Rudolf Kučera, fotbalista (* 23. ledna 1940)
- 13. května – Josef Michl, chemik (* 12. března 1939)
- 15. května – Vlastimil Harapes, herec, tanečník a režisér (* 24. července 1946)
- 18. května – Ivan Mráz, fotbalista a trenér (* 24. května 1941)
- 19. května – Pavel Smutný, advokát a podnikatel (* 17. října 1959)
- 20. května – Otakar Binar, akademický architekt (* 17. června 1931)
- 21. května – Vojtěch Adam, chemik a molekulární biolog (* 2. května 1982)
- 24. května – Jan Kačer, herec a režisér (* 3. října 1936)
- 27. května – Naďa Hynková Dingová, tlumočnice do znakového jazyka (* 16. února 1975)
- 03. června – Jan Schmid, herec, režisér a divadelník, zakladatel Studia Ypsilon (* 14. června 1936)
- 07. června – Hermína Franková, spisovatelka a scenáristka (* 6. července 1928)
- 16. června – Oldřich Karásek, mořeplavec (* 21. ledna 1933)
- 21. června – František Macek, dirigent, sbormistr, varhaník, skladatel a pedagog (* 30. listopadu 1946)
- 22. června – Ivo Urban, fotbalista a novinář (* 7. května 1931)
- 23. června – Jan Jíra, filmový producent (* 9. února 1937)
- 25. června – Zbyněk Čeřovský, generál a disident (* 13. července 1931)
- 27. června – Alois Mikulka, výtvarník (* 13. srpna 1933)
- 29. června
  - Adam Černý, novinář (* 22. července 1950)
  - Stanislav Kratochvíl, klinický psycholog (* 25. srpna 1932)
- 04. července – Josef Dovalil, vysokoškolský pedagog a sportovní činovník (* 10. června 1944)
- 18. července – Marcela Martiníková, tanečnice a choreografka (* 31. října 1940)
- 21. července – Jiří Žák, herec, spisovatel a překladatel (* 9. září 1946)
- 22. července – Karel Dyba, teoretický ekonom, politik a diplomat (* 21. října 1940)
- 23. července – Vladimír Novák, malíř, grafik a ilustrátor (* 30. dubna 1947)
- 27. července – Oldřich Janota, písničkář, kytarista a zpěvák (* 27. srpna 1949)
- 29. července – Karel Sýs, básník a spisovatel (* 26. července 1946)
- 01. srpna – Zdeněk Prokeš, fotbalista (* 13. června 1953)
- 03. srpna – Jiří Opelík, literární kritik, historik, editor a učitel (* 21. října 1930)
- 04. srpna – Josef Beránek, hokejista a trenér (* 22. května 1942)
- 05. srpna – Václav Martinec, režisér, choreograf, pedagog a herec (* 5. března 1937)
- 08. srpna – Miroslav Coufal, lékař a politik (* 10. ledna 1952)
- 10. srpna – Rudolf Jelínek, herec (* 27. února 1935)
- 12. srpna – Zdeněk Pololáník, hudební skladatel, varhaník a pedagog (* 25. října 1935)
- 14. srpna – Milan Špinka, motocyklový závodník, reprezentant v ploché dráze a ledové ploché dráze (* 5. května 1951)
- 15. srpna – Jana Prachařová, herečka a loutkoherečka (* 7. prosince 1937)
- 16. srpna – František Hýbl, regionální historik, komeniolog a muzeolog (* 10. června 1941)
- 17. srpna – Eva Mudrová, rozhlasová moderátorka a televizní hlasatelka a reportérka (* 5. února 1933)
- 22. srpna – Jiří Hanibal, spisovatel, scenárista a režisér (* 18. února 1929)
- 24. srpna – Karel Heřmánek, herec (* 17. října 1947)
- 29. srpna – Josef Bartončík, politik a právník (* 18. března 1943)
- 30. srpna – Daniela Hodrová, spisovatelka a literární teoretička (* 5. července 1946)
- 01. září – Radek Ptáček, psycholog (* 26. prosince 1975)
- 03. září – Zdeněk Rylich, československý basketbalista (* 7. března 1931)
- 08. září – Jan Fojtík, český novinář a politik (* 1. března 1928)
- 09. září – Ivo Winkler, lední hokejista (* 29. srpna 1940)
- 22. září – Běla Paclíková, volejbalistka (* 22. března 1928)
- 25. září – Lubomír Man, spisovatel (* 23. března 1930)
- 27. září – Jaroslava Skleničková, pamětnice vyhlazení Lidic a spisovatelka (* 27. března 1926)
- 30. září – Věra Černá, sportovní gymnastka (* 17. května 1963)
- 01. října – Rastislav Trtík, házenkář a trenér slovenského původu (* 6. března 1961)
- 05. října – Pavla Vošahlíková, historička (* 20. března 1951)
- 06. října – Gejza Valent, československý diskař (* 3. října 1953)
- 07. října – Pavel Protiva, rapper (* 4. září 1997)
- 12. října – Oldřich Vlasák, politik (* 26. listopadu 1955)
- 13. října – Věra Plívová-Šimková, filmová režisérka (* 29. května 1934)
- 14. října – Jiří Hromada, herec, dabér, gay aktivista a politik (* 14. června 1958)
- 20. října – Jindra Kramperová, krasobruslařka a klavíristka (* 28. září 1940)
- 24. října – Josef Průša, elektrotechnik, rektor Západočeské univerzity v Plzni (* 3. února 1939)
- 25. října – Libor Zavislan, divadelní herec (* 11. září 1957)
- 30. října
  - František Čaloun, fotbalista (* 12. května 1938)
  - Roman Kraus, politik a lékař (* 27. října 1955)
- 31. října – Jiří Hlušička, historik umění a výtvarný kritik (* 24. dubna 1929)
- 06. listopadu – Vojtěch Vašíček, paralympijský sportovec (* 5. dubna 1956)
- 11. listopadu – Marie Benešová, právnička a politička (* 17. dubna 1948)
- 12. listopadu – Antonín Burdych nejmladší, český občan, kterému v roce 1942 Nacisté vyvraždili velkou část rodiny (* 8. dubna 1934)
- 13. listopadu – František Zvardoň, fotograf (* 20. června 1949)
- 16. listopadu
  - Vendula Hradilová, shibari riggerka, performerka a lektorka (* 5. listopadu 1985)
  - Petr Komínek, herec (* 16. dubna 1960)
  - Jiří Pospíšil, politik a psycholog (* 9. května 1949)
- 21. listopadu – Karla Diváková, divadelní herečka (* 15. května 1939)
- 23. listopadu – Karel Holý, lední hokejista (* 3. února 1956)
- 25. listopadu – Jaroslav Jeroným Neduha, zpěvák a kytarista (* 7. srpna 1945)
- 29. listopadu
  - Miloš Dokulil, filozof a univerzitní profesor (* 23. července 1928)
  - Josef Jelínek, fotbalista (* 9. ledna 1941)
- 30. listopadu – Ladislav Rygl, sdruženář (* 16. července 1947)
- 03. prosince – Rudolf Stärz, herec (* 15. srpna 1946)
- 05. prosince – Barbora Bühnová, odbornice v oblasti informačních technologií (* 18. února 1981)
- 07. prosince – Ibra Ibrahimovič, fotograf (* 2. prosince 1967)
- 08. prosince – Jelena Mašínová, scenáristka, redaktorka a spisovatelka (* 14. října 1941)
- 09. prosince – Boris Malák, voják a válečný veterán (* 25. května 1926)
- 11. prosince – Ivan Novák, fotbalista (* 5. června 1942)
- 14. prosince – Zbyněk Merunka, moderátor (* 19. prosince 1950)
- 15. prosince – Pavel Pospíšil, šéfkuchař (* 20. března 1944)
- 20. prosince – Helena Zeťová, zpěvačka (* 7. listopadu 1980)
- 23. prosince
  - Svatava Hubeňáková, herečka (* 9. června 1928)
  - Vladimír Kubát, tanečník (* 5. listopadu 1951)
- 25. prosince – Alena Morávková, překladatelka, redaktorka a historička (* 29. července 1935)
- 27. prosince – Jana Synková, herečka (* 18. dubna 1944)

### Svět

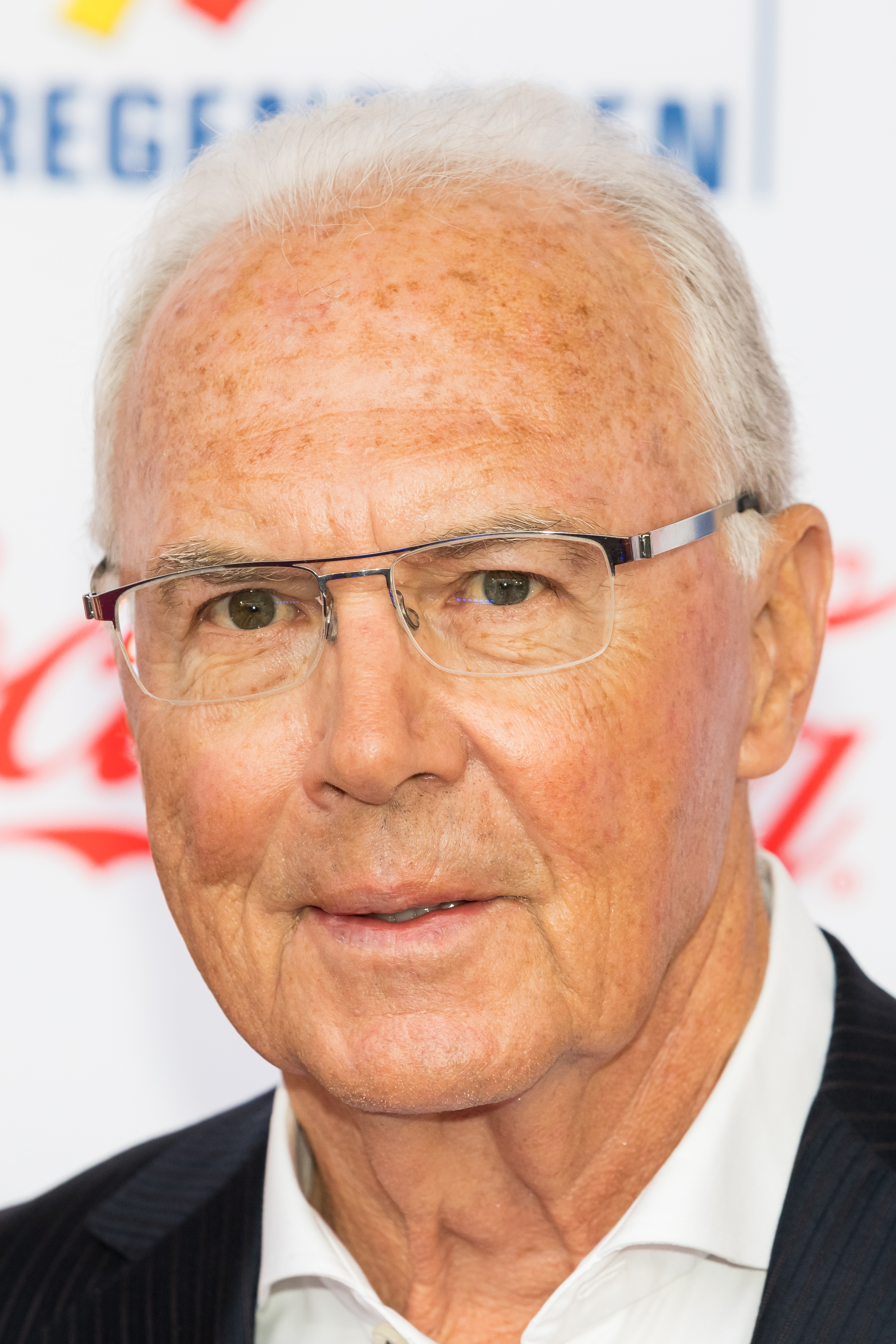
Franz Beckenbauer († 7. ledna)

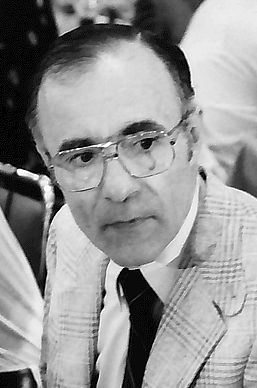
Arno Allan Penzias († 22. ledna)

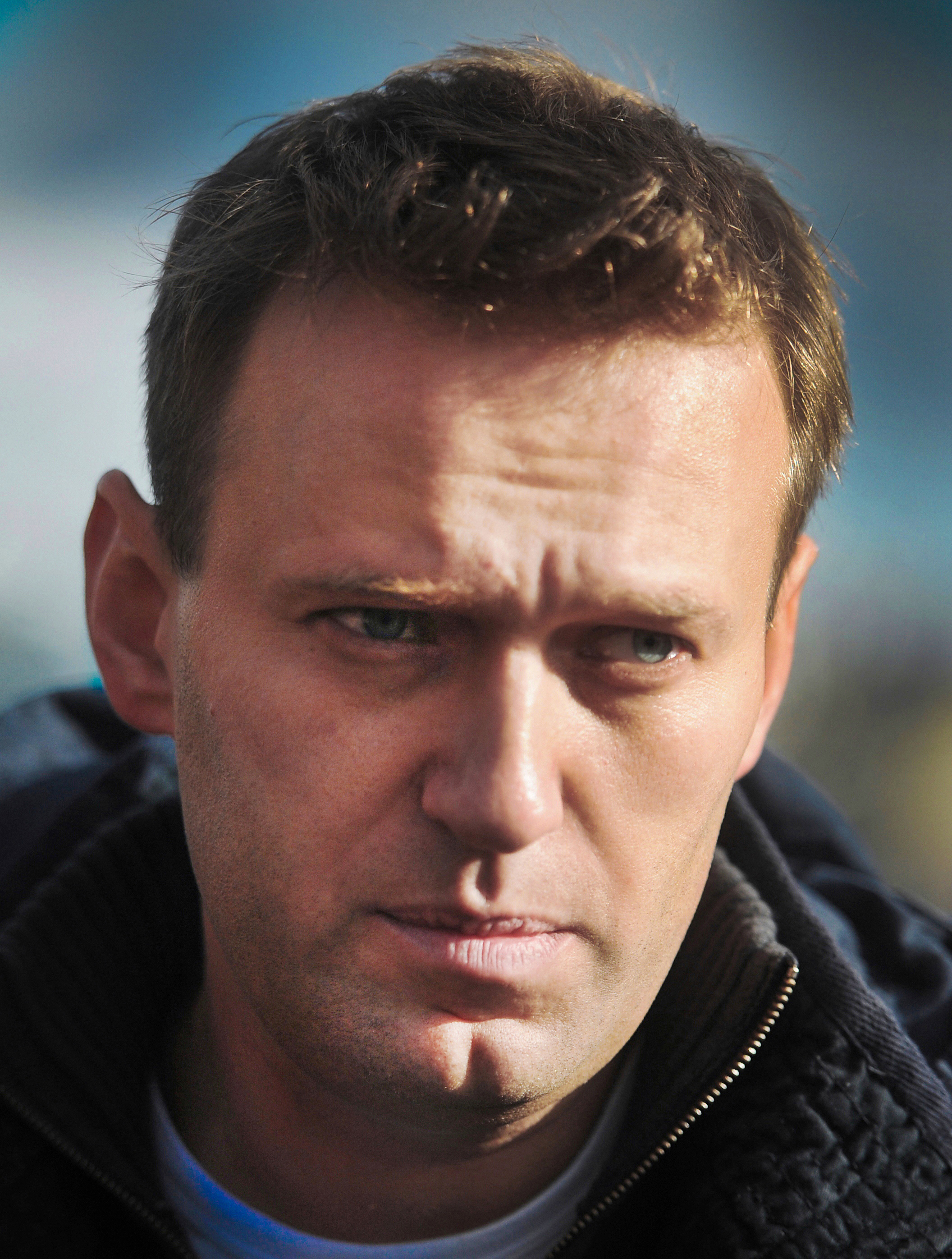
Alexej Navalnyj († 16. února)

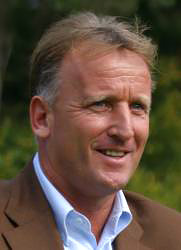
Andreas Brehme († 20. února)

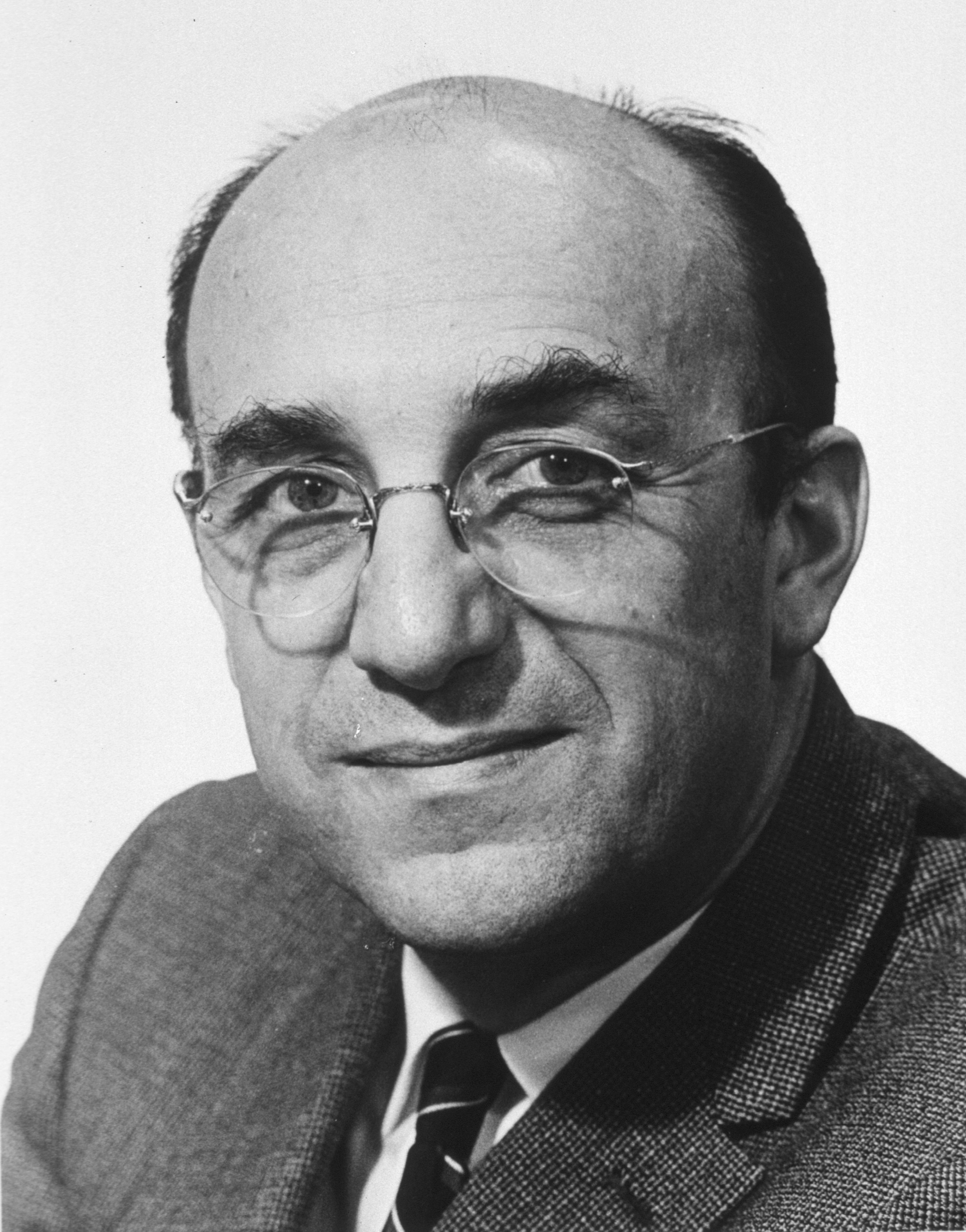
Roger Guillemin († 21. února)

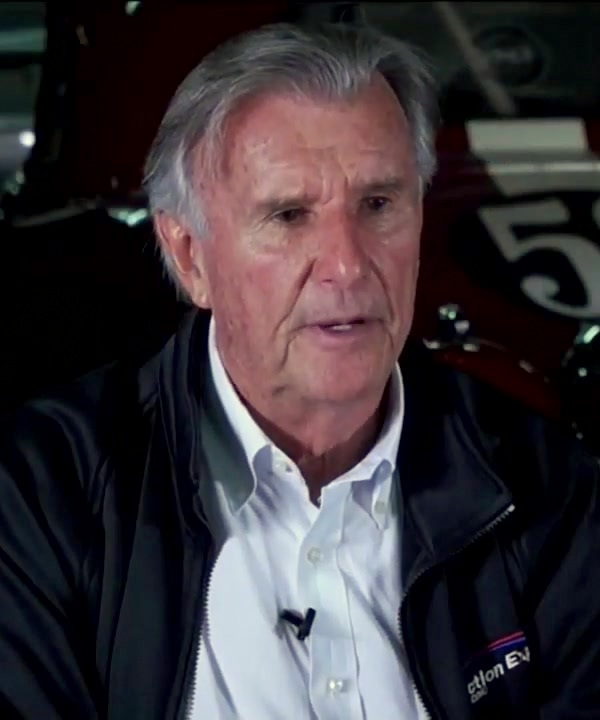
Wilson Fittipaldi († 23. února)

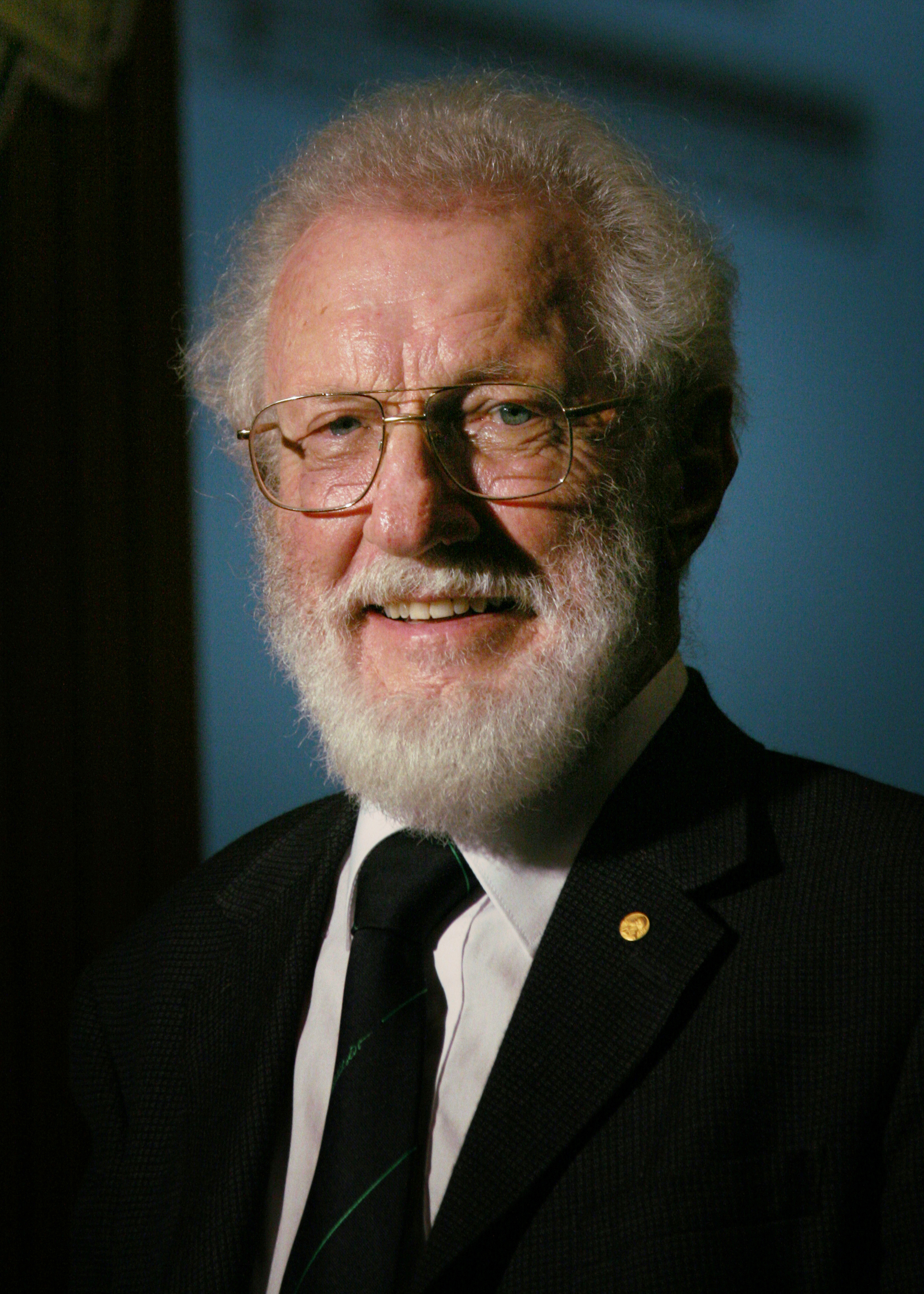
Herbert Kroemer († 8. března)

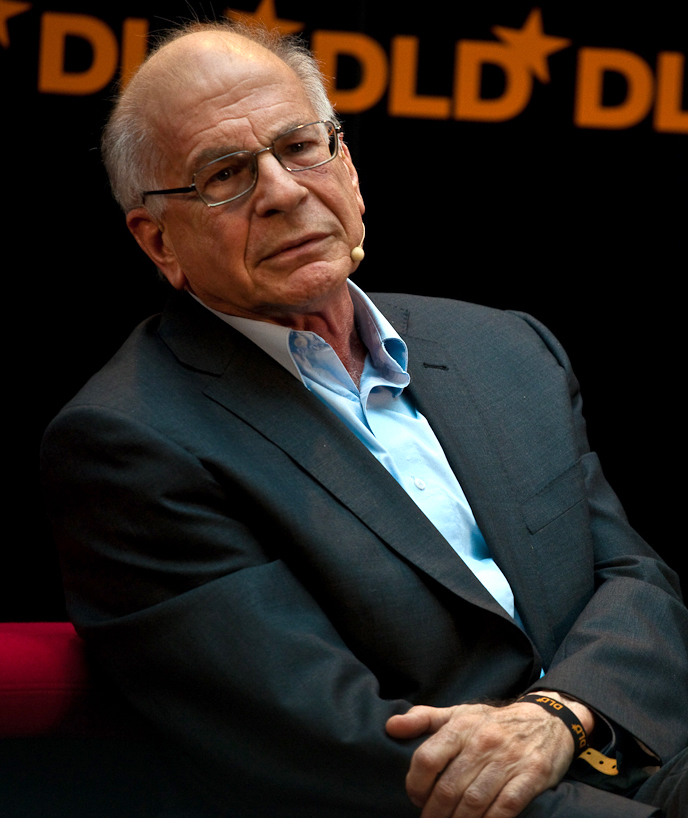
Daniel Kahneman († 27. března)

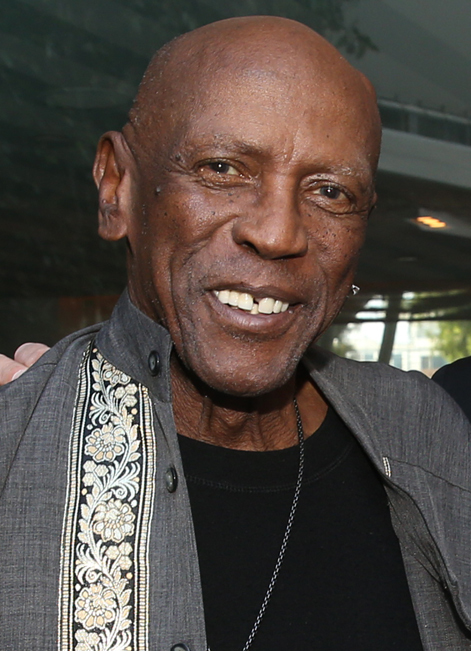
Louis Gossett Jr. († 29. března)

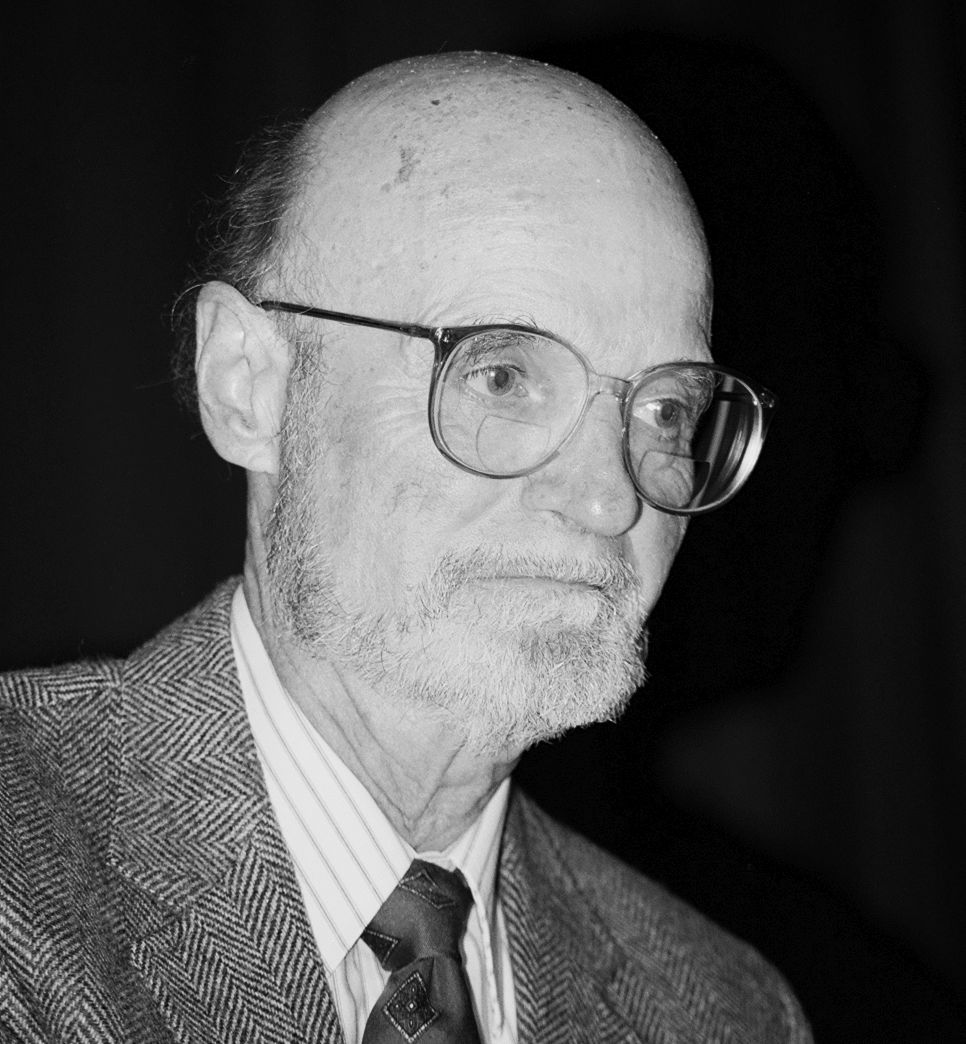
John Simmons Barth († 2. dubna)

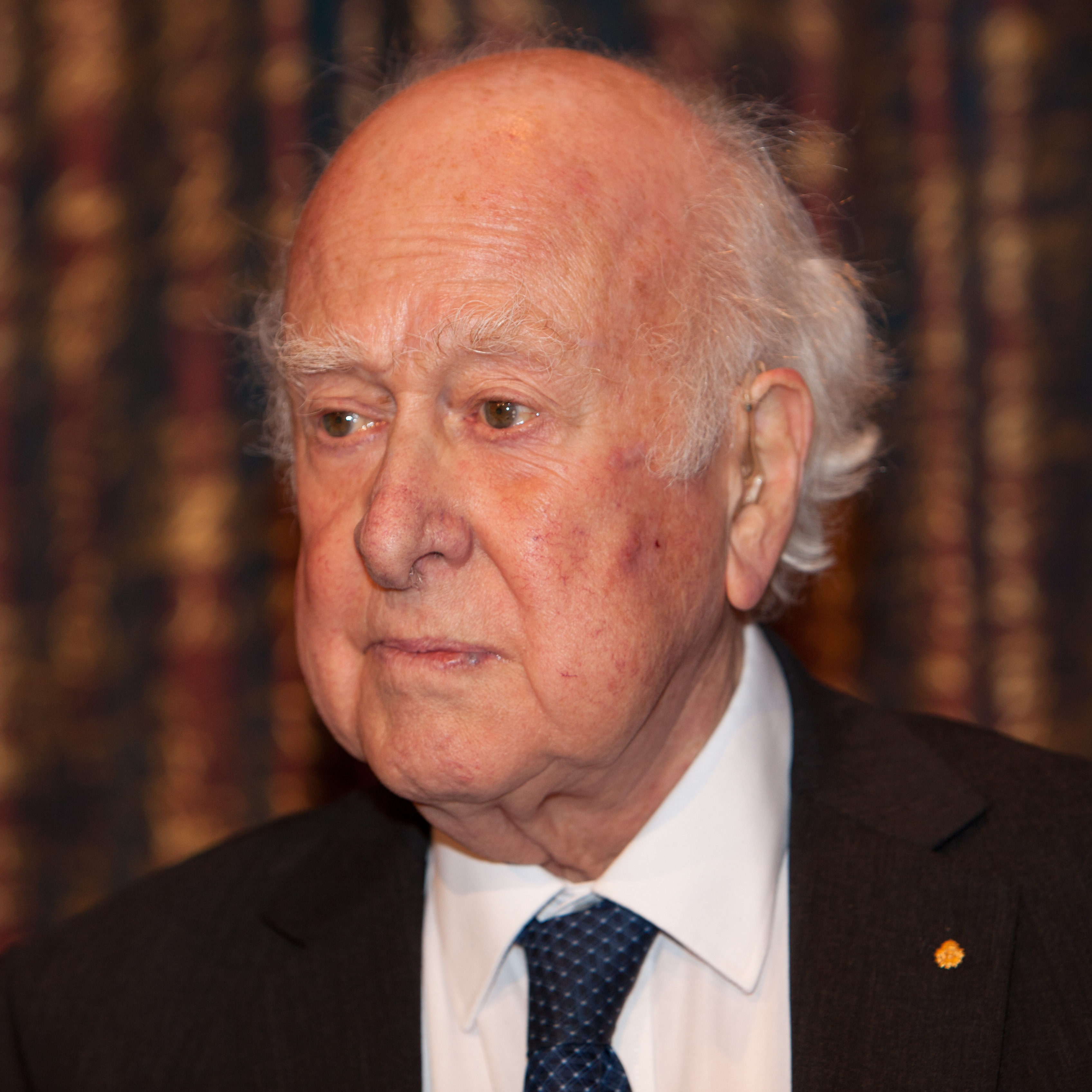
Peter Higgs († 8. dubna)

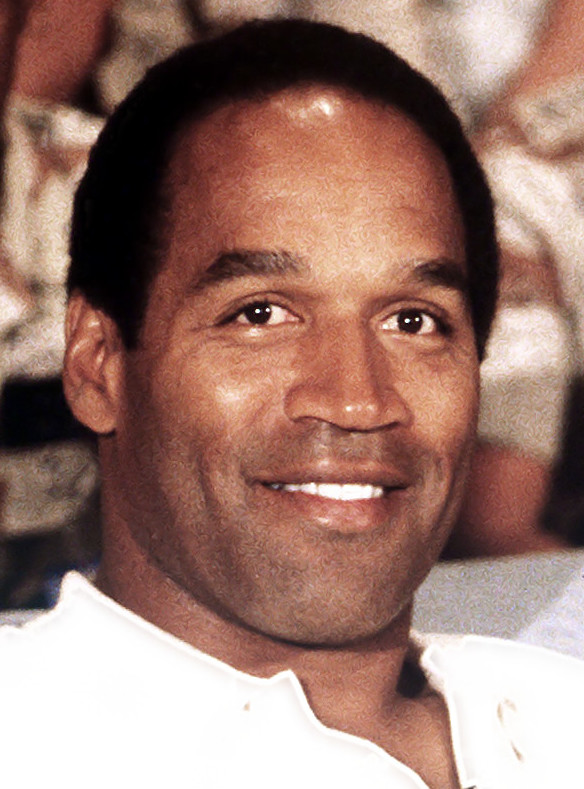
O. J. Simpson († 10. dubna)

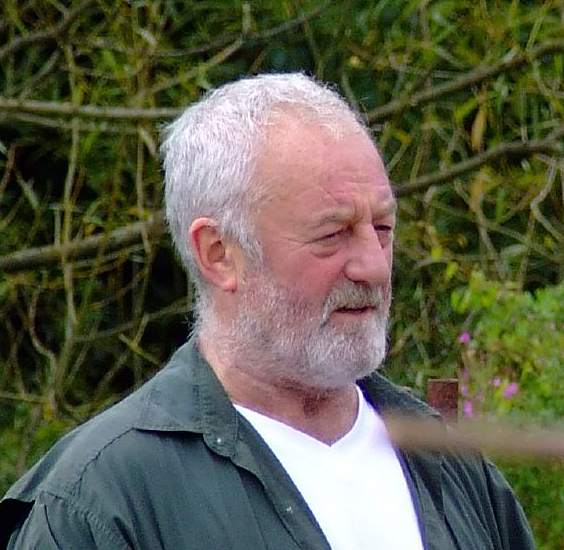
Bernard Hill († 5. května)

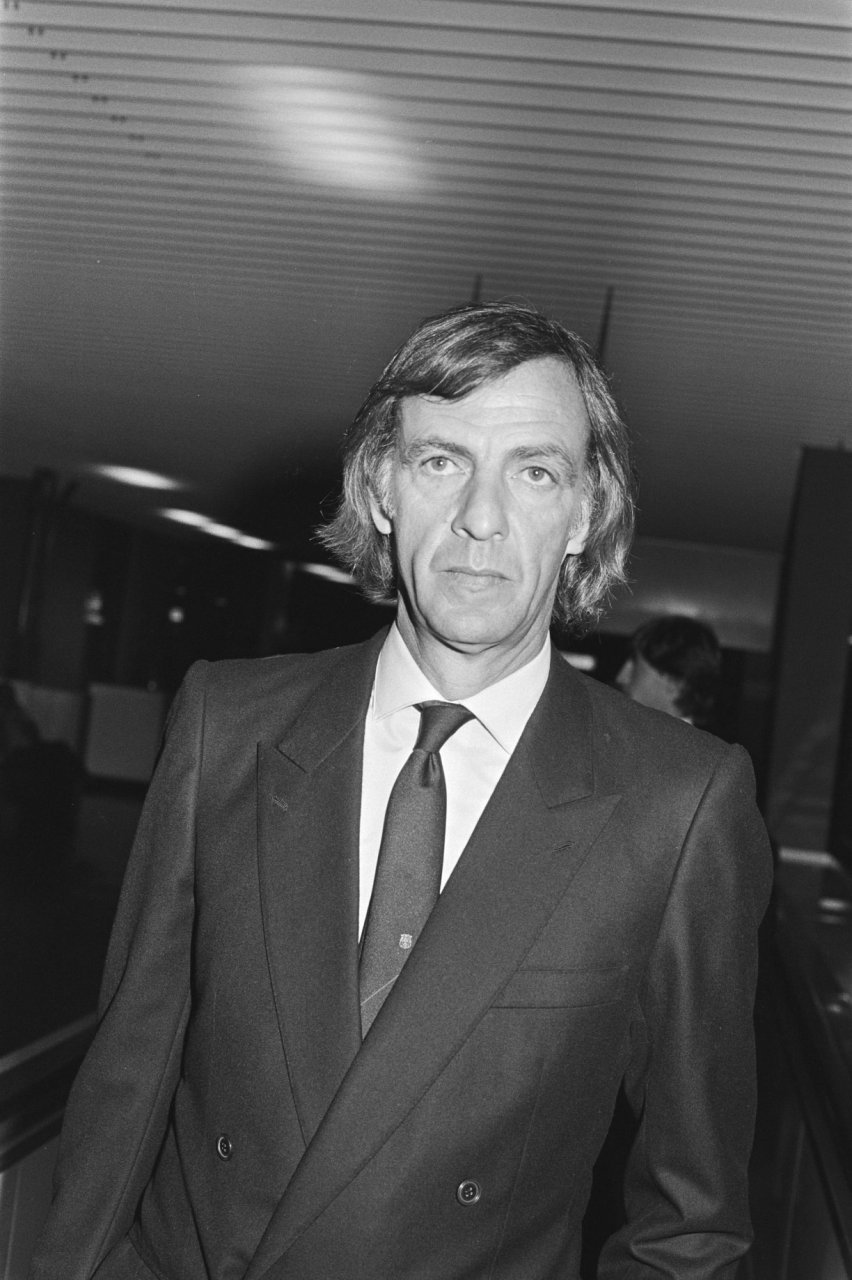
César Luis Menotti († 5. května)

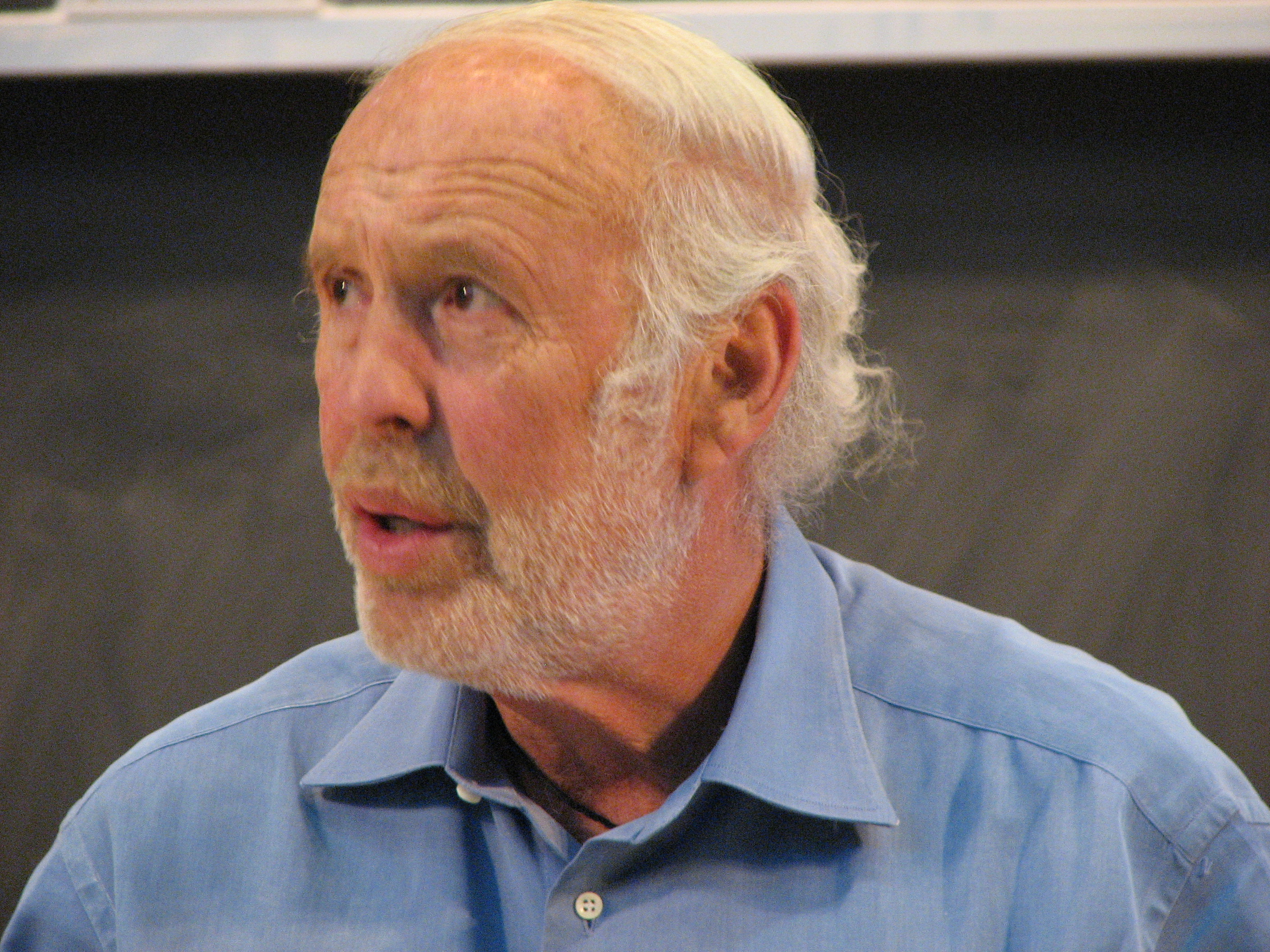
James Harris Simons († 10. května)

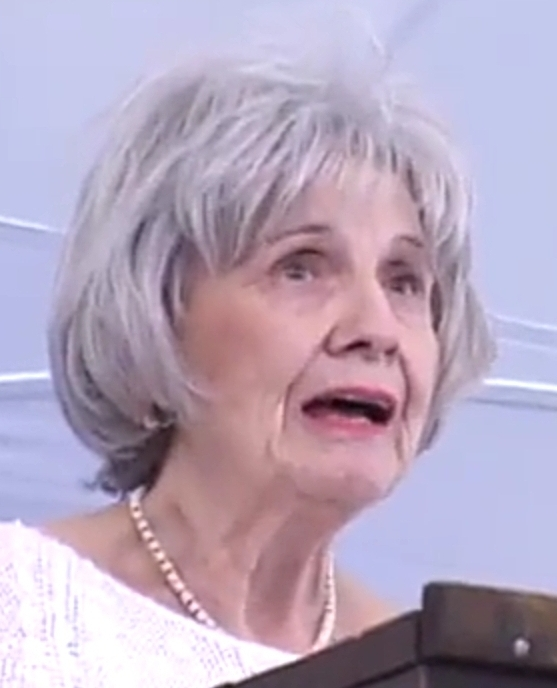
Alice Munroová († 13. května)

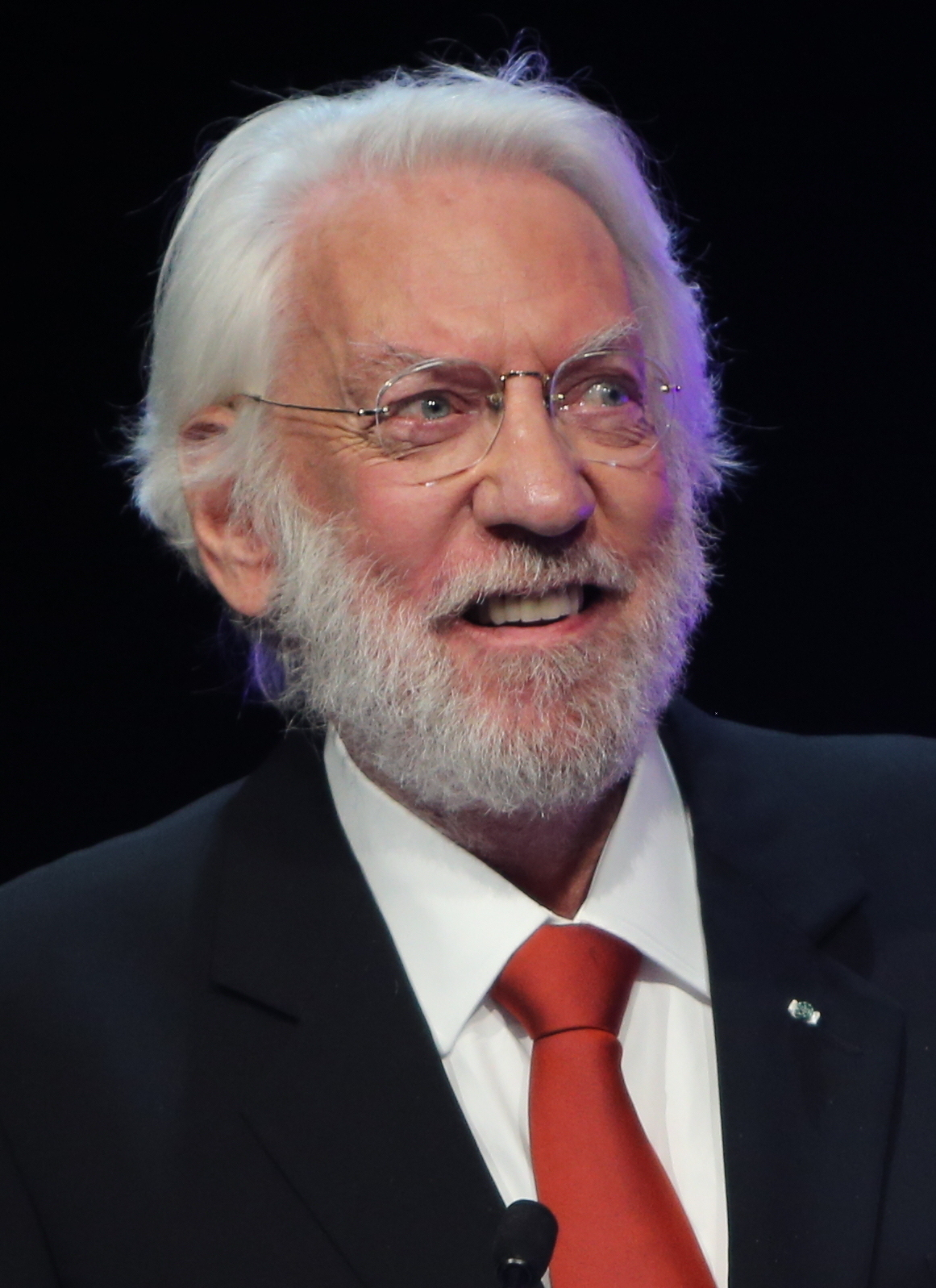
Donald Sutherland († 20. června)

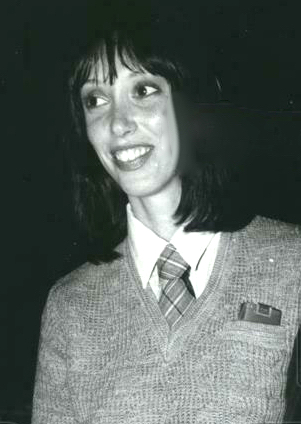
Shelley Duvallová († 11. července)

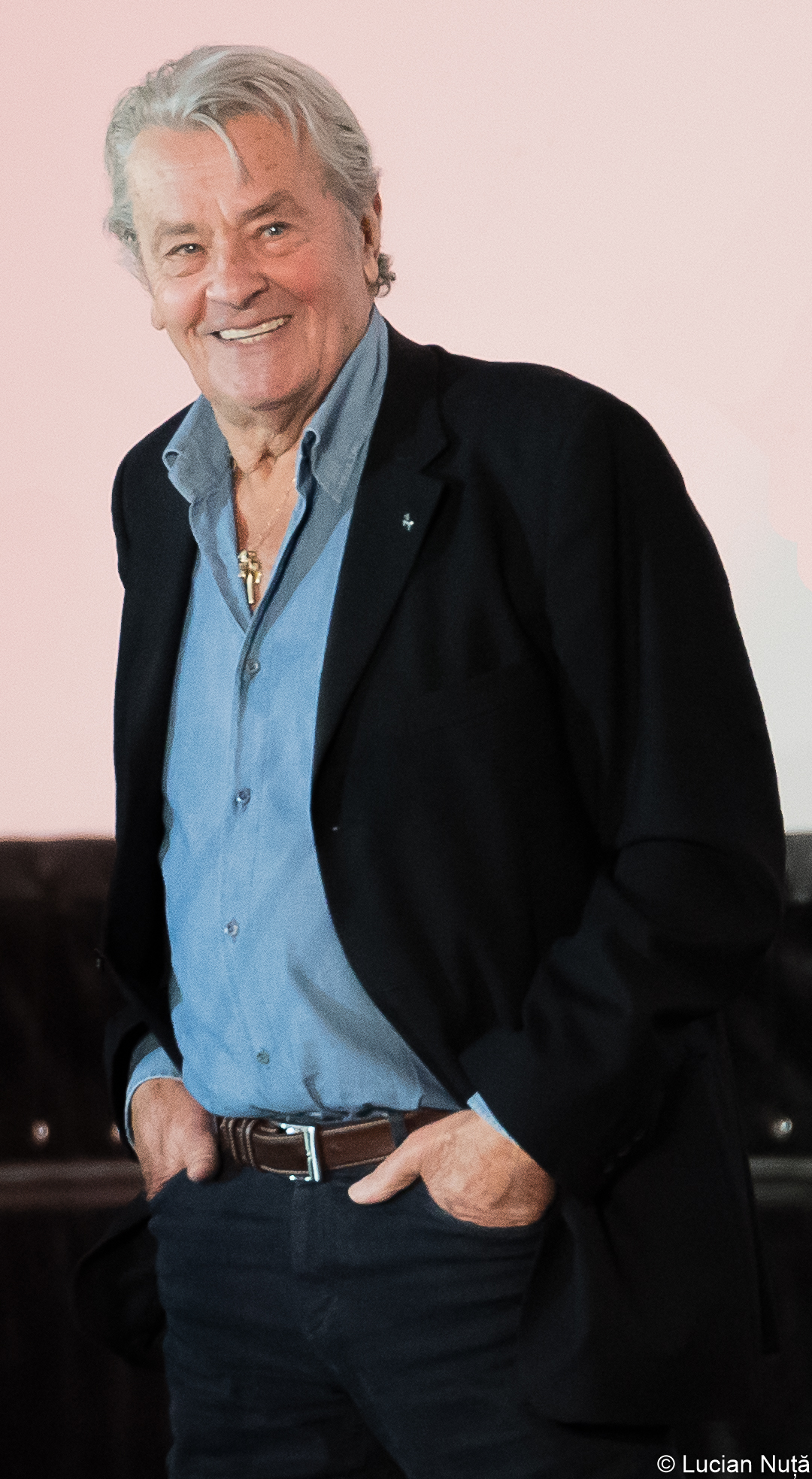
Alain Delon († 18. srpna)

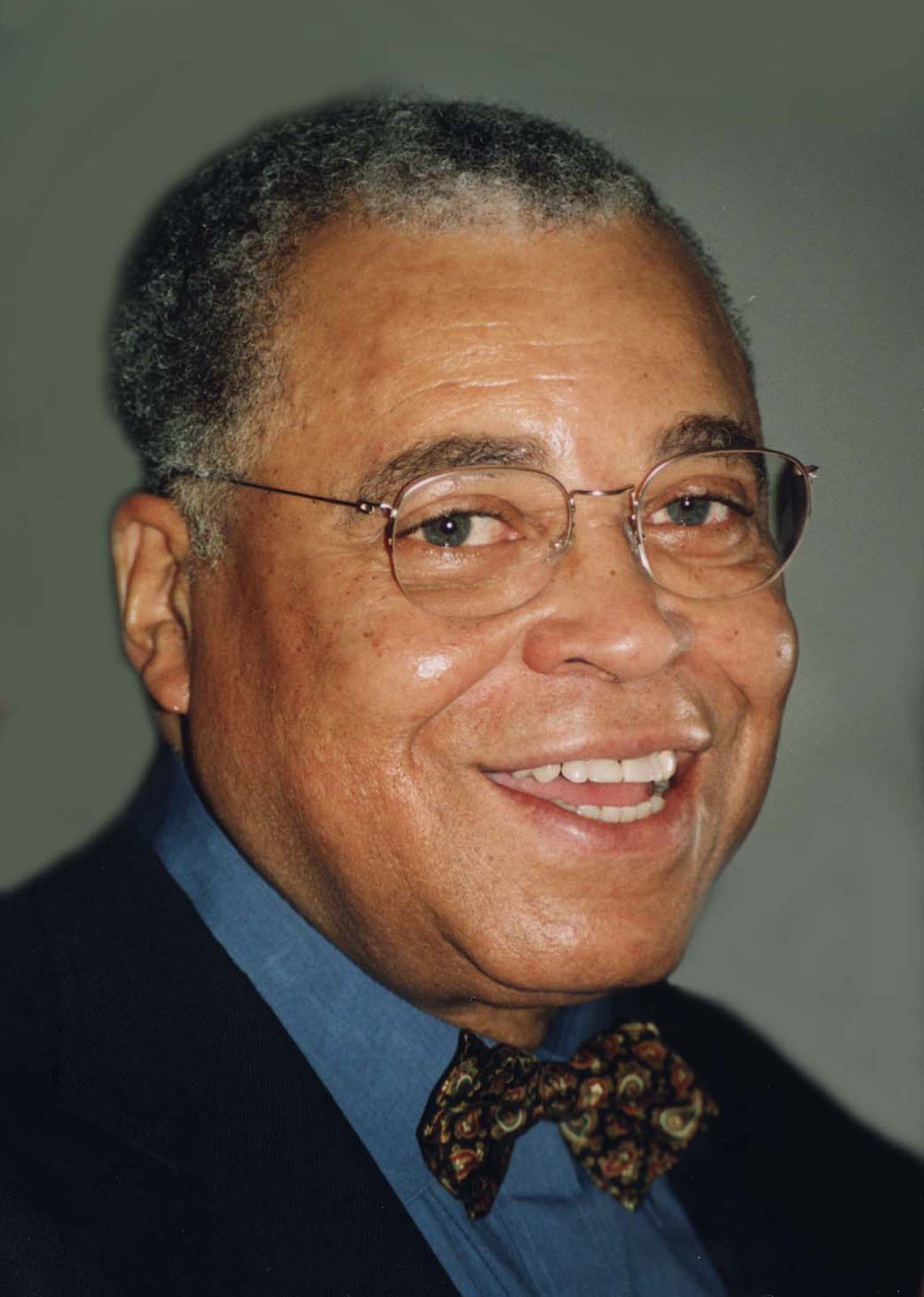
James Earl Jones († 9. září)

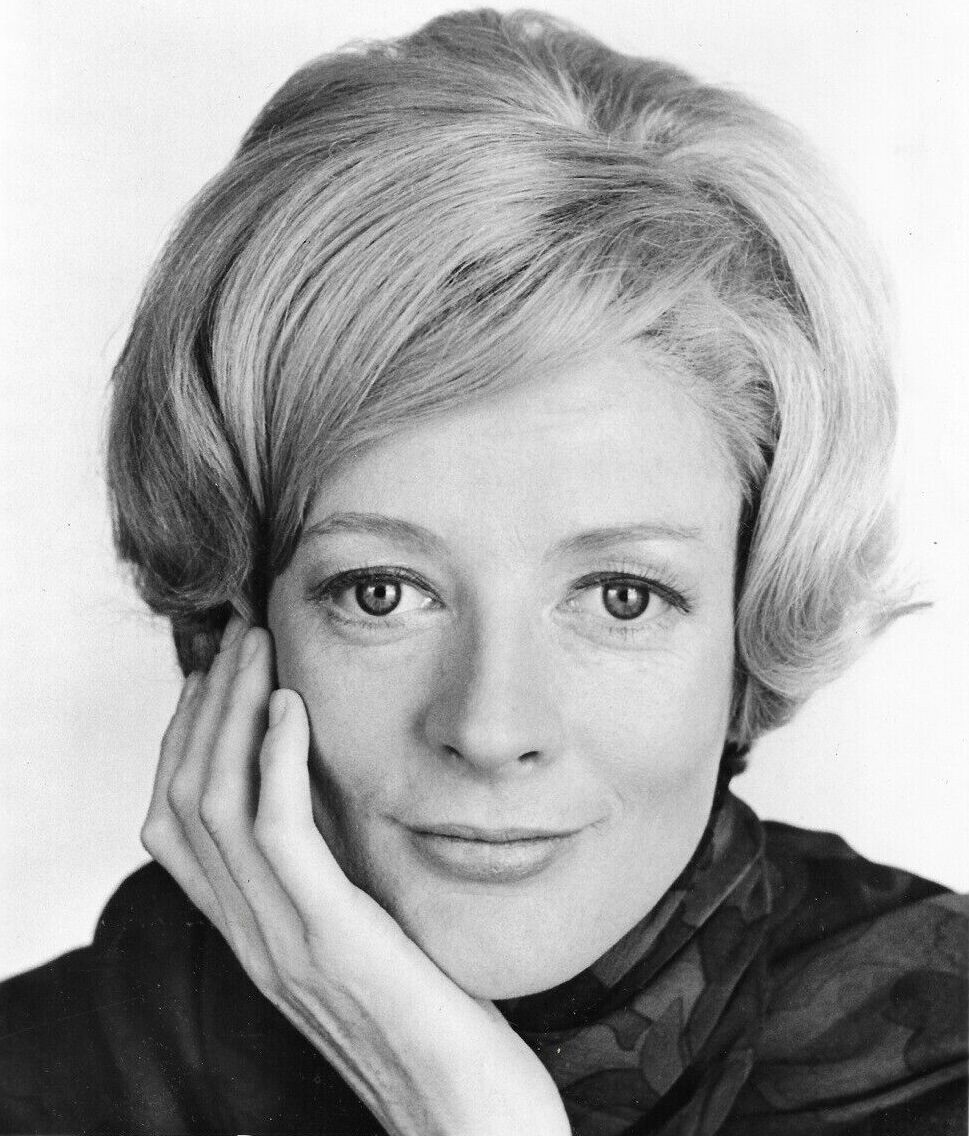
Maggie Smithová († 27. září)

Liam Payne († 16. října)

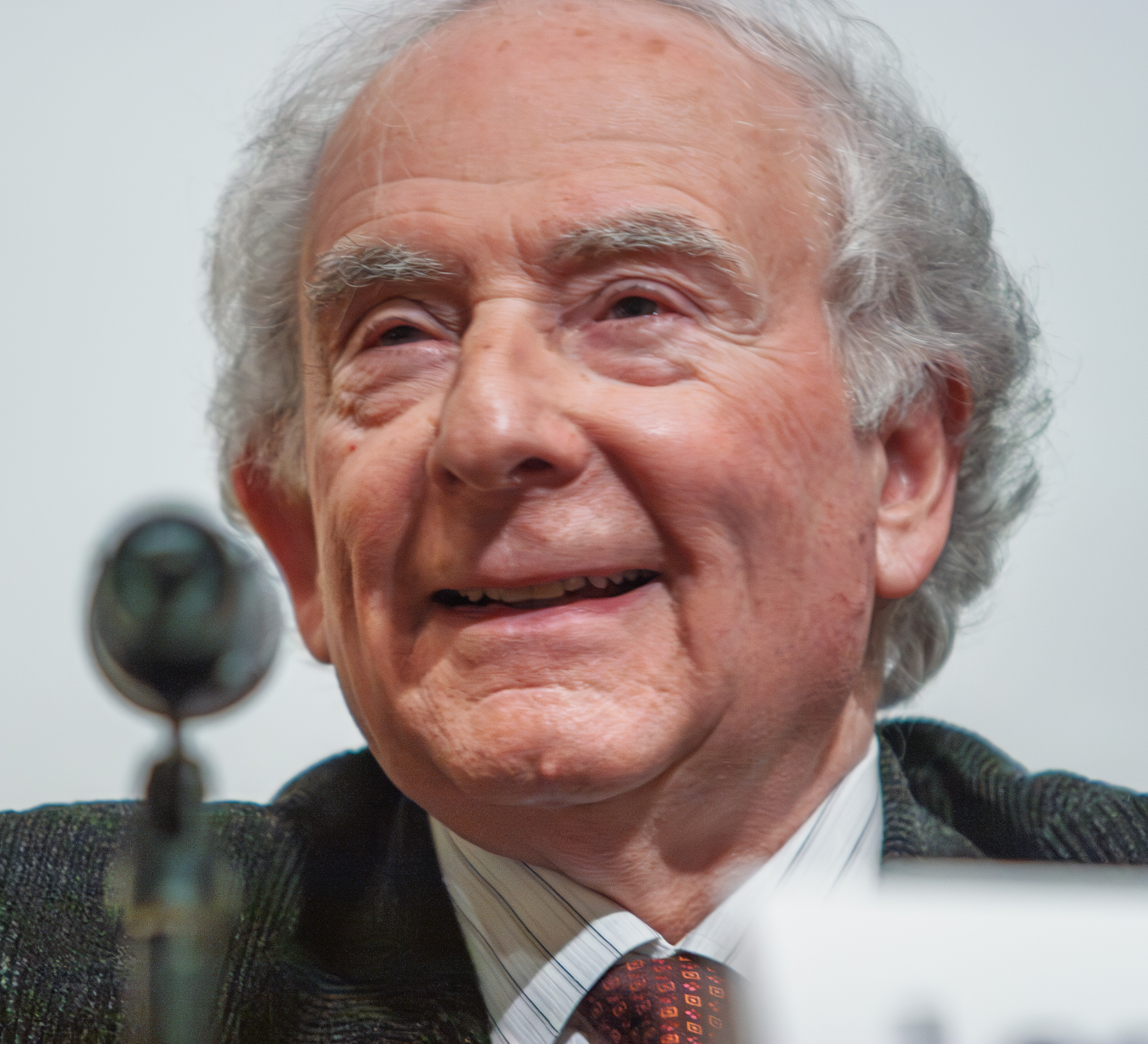
Leon Cooper († 23. října)

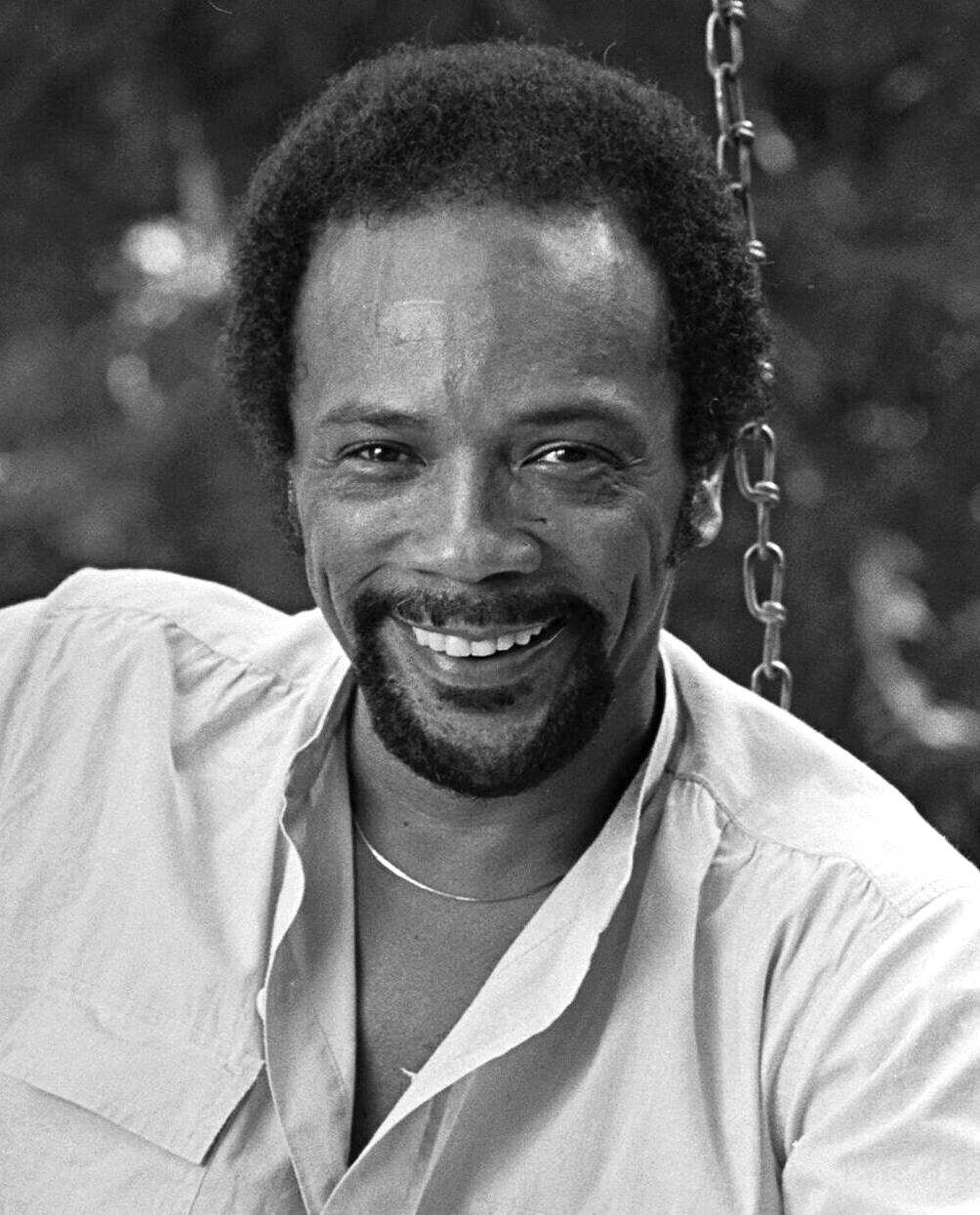
Quincy Jones († 3. listopadu)

- 01. ledna – Niklaus Wirth, švýcarský informatik (* 15. února 1934)
- 02. ledna
  - Sálih Arúrí, palestinský politik, vedoucí pracovník Hamásu a architekt útoku na Izrael 7. října 2023 (* 19. srpna 1966)
  - Cvi Zamir, izraelský voják, generálmajor Izraelských obranných sil a ředitel Mosadu (* 3. března 1925)
- 03. ledna – Daniel Revenu, francouzský šermíř (* 5. prosince 1942)
- 04. ledna
  - Christian Oliver, německý herec (* 3. března 1972)
  - Kišin Šinojama, japonský fotograf (* 3. prosince 1940)
  - Glynis Johnsová, britská herečka (* 5. října 1923)
- 05. ledna – Mário Zagallo, brazilský fotbalista a trenér (* 9. srpna 1931)
- 07. ledna – Franz Beckenbauer, německý fotbalista a trenér (* 11. září 1945)
- 08. ledna
  - Phill Niblock, americký hudební skladatel, filmový režisér a fotograf (* 2. října 1933)
  - Carl-Erik Asplund, švédský rychlobruslař (* 14. září 1923)
  - J. P. R. Williams, velšský ragbista (* 2. března 1949)
- 09. ledna – James Kottak, americký bubeník (* 26. prosince 1962)
- 17. ledna – Shawnacy Barber, kanadský skokan o tyči (* 27. května 1994)
- 18. ledna – Amnon Rubinstein, izraelský vědec (* 5. září 1931)
- 22. ledna
  - Gary Graham, americký herec (* 6. června 1950)
  - Arno Allan Penzias, americký fyzik (* 26. dubna 1933)
  - Luigi Riva, italský fotbalista (* 7. listopadu 1944)
- 23. ledna
  - Frank Farian, německý hudebník a producent (* 18. července 1941)
  - Melanie Safka, americká zpěvačka (* 3. února 1947)
- 24. ledna – Carl Andre, americký sochař a básník (* 16. září 1935)
- 25. ledna – Milan Stanislav Ďurica, slovenský historik a římskokatolický duchovní (* 13. srpna 1925)
- 28. ledna – Luis Tejada, panamský fotbalista (* 28. března 1982)
- 01. února
  - Michel Jazy, francouzský běžec (* 13. června 1936)
  - Carl Weathers, americký herec a hráč amerického fotbalu (* 14. ledna 1948)
- 02. února – Wayne Kramer, americký kytarista, zpěvák a hudební skladatel (* 30. dubna 1948)
- 03. února – Viktor Emanuel Savojský, jediný syn posledního italského krále Umberta II. (* 12. února 1937)
- 04. února
  - Kurt Hamrin, švédský fotbalista (* 19. listopadu 1934)
  - Hage Geingob, namibijský prezident (* 3. srpna 1941)
  - Barry John, velšský ragbista (* 6. ledna 1945)
- 05. února – Toby Keith, americký zpěvák a skladatel country písní (* 8. července 1961)
- 06. února
  - Seidži Ozawa, japonský dirigent (* 1. září 1935)
  - Sebastián Piñera, chilský prezident (* 1. prosince 1949)
- 10. února – Günter Brus, rakouský výtvarný umělec (* 27. září 1938)
- 11. února
  - Ladislav Burlas, slovenský hudební skladatel (* 3. dubna 1927)
  - Walter Schamschula, německý slavista (* 23. prosince 1929)
  - Kelvin Kiptum, keňský běžec, maratonec (* 2. prosince 1999)
- 14. února – Jacques Rousseau, francouzský atlet, dálkař (* 10. března 1951)
- 15. února
  - Gérard Barray, francouzský herec (* 2. listopadu 1931)
  - Henry Rono, keňský vytrvalec (* 12. února 1952)
- 16. února
  - Dmitrij Markov, ruský novinář a fotograf (* 23. dubna 1982)
  - Alexej Navalnyj, ruský opoziční aktivista a politik (* 4. června 1976)
- 17. února
  - Johan Galtung, norský politolog, sociolog a matematik (* 24. října 1930)
  - Levan Tedyjašvili, sovětský zápasník gruzínské národnosti (* 15. března 1948)
- 18. února – Ira von Fürstenberg, německo-italská herečka a modelka (* 18. dubna 1940)
- 19. února
  - Jan Assmann, německý egyptolog a religionista (* 7. července 1938)
  - Josef Ábel, slovenský operní pěvec, herec a tanečník (* 16. srpna 1941)
- 20. února – Andreas Brehme, německý fotbalista (* 9. listopadu 1960)
- 21. února – Roger Guillemin, francouzsko-americký lékař a endokrinolog (* 11. ledna 1924)
- 23. února
  - Irene Camberová, italská sportovní šermířka (* 12. února 1926)
  - Wilson Fittipaldi, brazilský automobilový závodník, pilot Formule 1, a podnikatel (* 25. prosince 1943)
  - Claude Montana, francouzský módní návrhář a designér (* 29. června 1947)
- 24. února – Ulrik le Fevre, dánský fotbalista (* 25. června 1946)
- 25. února – Georg Riedel, švédský hudebník a hudební skladatel pocházející z Československa (* 8. ledna 1934)
- 27. února
  - Richard Lewis, americký herec a komik (* 29. června 1947)
  - Richard Truly, americký astronaut a ředitel NASA (* 12. listopadu 1937)
- 29. února – Brian Mulroney, kanadský premiér (* 20. března 1939)
- 04. března – Kees Rijvers, nizozemský fotbalista a trenér (* 27. května 1926)
- 07. března – Steve Lawrence, americký zpěvák a herec (* 8. července 1935)
- 08. března – Herbert Kroemer, německý fyzik, nositel Nobelovy ceny (* 25. srpna 1928)
- 10. března – Eric Carmen, americký hudebník (* 11. srpna 1949)
- 13. března
  - Marcello Gandini, italský automobilový designér (* 26. srpna 1938)
  - Aribert Reimann, německý hudební skladatel (* 4. března 1936)
  - Neofit Bulharský, patriarcha Bulharské pravoslavné církve (* 15. října 1945)
- 17. března – Steve Harley, britský zpěvák (* 27. února 1951)
- 18. března – Thomas Stafford, americký vojenský letec a astronaut (* 17. září 1930)
- 20. března – Martin Greenfield, americký krejčovský mistr původem z Československa (* 9. srpna 1928)
- 21. března – Ervín Adam, americko-český epidemiolog a přeživší holokaustu (* 7. listopadu 1922)
- 22. března – Alek Popov, bulharský spisovatel a publicista (* 16. ledna 1966)
- 23. března – Maurizio Pollini, italský klavírista (* 5. ledna 1942)
- 25. března – Fritz Wepper, německý herec (* 17. srpna 1940)
- 26. března – Richard Serra, americký sochař (* 2. listopadu 1938)
- 27. března
  - Daniel Kahneman, izraelsko-americký psycholog a ekonom, nositel Nobelovy ceny (* 5. března 1934)
  - Joe Lieberman, americký politik, lobbista a právník (* 24. února 1942)
- 28. března – Igor Rausis, sovětsko-lotyšsko-bangladéšsko-český šachista (* 7. dubna 1961)
- 29. března – Louis Gossett Jr., americký herec (* 27. května 1936)
- 02. dubna
  - Maryse Condé, guadeloupská spisovatelka (* 11. února 1934)
  - John Sinclair, americký básník (* 2. října 1941)
  - John Simmons Barth, americký spisovatel (* 27. května 1930)
  - Juan Vicente Pérez, venezuelský zemědělec a nejstarší muž světa (* 27. května 1909)
- 03. dubna
  - Veljko Bulajić, černohorský filmový režisér (* 22. března 1928)
  - Albert Heath, americký jazzový bubeník (* 31. května 1935)
- 08. dubna
  - Peter Higgs, britský fyzik (* 29. května 1929)
  - André Boniface, francouzský ragbista (* 14. srpna 1934)
- 09. dubna – Vladimir Aksjonov, sovětský kosmonaut (* 1. února 1935)
- 10. dubna – O. J. Simpson, hráč amerického fotbalu (* 9. července 1947)
- 11. dubna – Akebono Taró, americko-japonský zápasník sumo (* 8. května 1969)
- 12. dubna
  - Roberto Cavalli, italský módní návrhář (* 15. listopadu 1940)
  - Eleanor Coppola, americká dokumentaristka (* 4. května 1936)
- 15. dubna
  - Bernd Hölzenbein, německý fotbalista (* 9. března 1946)
  - Josip Manolić, chorvatský politik (* 22. března 1920)
- 18. dubna – Dickey Betts, americký kytarista a zpěvák (* 12. prosince 1943)
- 20. dubna
  - Antonio Cantafora, italský herec (* 2. února 1944)
  - Gediminas Kirkilas, litevský politik (* 30. srpna 1951)
- 21. dubna – Ján Bahna, slovenský architekt a pedagog (* 8. dubna 1944)
- 22. dubna – Dušan Grúň, slovenský zpěvák a hudebník (* 26. května 1942)
- 23. dubna – Jukio Kasaja, japonský skokan na lyžích, olympijský vítěz (* 17. srpna 1943)
- 28. dubna – Georgij Mondzolevskij, sovětský volejbalista židovského původu (* 26. ledna 1934)
- 30. dubna – Paul Auster, americký spisovatel židovského původu (* 3. února 1947)
- 01. května – Richard Tandy, britský rockový hudebník, kytarista a klávesista (* 26. března 1948)
- 04. května – Frank Stella, americký malíř a sochař (* 12. května 1936)
- 05. května
  - Bernard Hill, anglický herec (* 17. prosince 1944)
  - César Luis Menotti, argentinský fotbalista a trenér (* 5. listopadu 1938)
  - Alexander Reichenberg, švédsko-norský hokejista (* 13. června 1992)
- 08. května
  - Chris Cannon, americký advokát a politik (* 20. října 1950)
  - Giovanna Marini, italská zpěvačka a kytaristka (* 19. ledna 1937)
- 09. května – Roger Corman, americký filmový producent, režisér a herec (* 5. dubna 1926)
- 10. května – James Harris Simons, americký matematik a filantrop židovského původu (* 25. dubna 1938)
- 13. května – Alice Munroová, kanadská spisovatelka (* 10. července 1931)
- 17. května
  - Avtandil Džorbenadze, gruzínský politik (* 23. února 1951)
  - Mark Wells, americký hokejista (* 18. září 1957)
- 18. května – Ja'el Dajanová, izraelská politička a spisovatelka (* 2. prosince 1939)
- 19. května
  - Hosejn Amírabdolláhján, íránský politik a ministr zahraničí (* 23. dubna 1964)
  - Ebráhím Raísí, íránský prezident (* 14. prosince 1960)
- 20. května
  - Ivan Boesky, americký obchodník s cennými papíry a investor (* 6. března 1937)
  - Karl-Heinz Schnellinger, německý fotbalista (* 31. března 1939)
- 24. května – Walter Kappacher, rakouský spisovatel (* 24. října 1938)
- 27. května – Ștefan Birtalan, rumunský házenkář (* 25. září 1948)
- 31. května – Robert Pickton, kanadský sériový vrah (* 24. října 1949)
- 01. června
  - Ruth Maria Kubitschek, německo-švýcarská herečka (* 2. srpna 1931)
  - Ed Mann, americký bubeník (* 14. ledna 1954)
- 02. června – David Levy, izraelský politik (* 21. prosince 1937)
- 03. června
  - Brigitte Bierleinová, rakouská politička a právnička (* 25. června 1949)
  - Jürgen Moltmann, německý reformovaný teolog (* 8. dubna 1926)
- 06. června
  - Sergej Petrovič Novikov, ruský matematik (* 20. března 1938)
  - Fumihiko Maki, japonský architekt (* 6. září 1928)
- 07. června – William Anders, americký astronaut (* 17. října 1933)
- 09. června
  - Beata Maksymowová, polská judistka (* 27. července 1967)
  - Edward C. Stone, americký astrofyzik (* 23. ledna 1936)
- 11. června – Françoise Hardyová, francouzská zpěvačka (* 17. ledna 1944)
- 12. června
  - Vjačeslav Zudov, sovětský letec a kosmonaut (* 8. ledna 1942)
  - Jerry West, americký basketbalista (* 28. května 1938)
- 16. června – Robert Schul, americký atlet, běžec na dlouhých tratích (* 28. září 1937)
- 17. června – Dario G, anglický hudebník (* 19. května 1971)
- 18. června
  - Anouk Aimée, francouzská herečka (* 27. dubna 1932)
  - James Chance, americký hudebník, zpěvák a saxofonista (* 20. dubna 1953)
  - Willie Mays, americký baseballista (* 6. května 1931)
  - Franjo Vladić, jugoslávský fotbalový záložník (* 19. října 1950)
- 20. června
  - Gerhard Aigner, německý amatérský fotbalista a rozhodčí (* 1. září 1943)
  - Eberhard Hertel, německý zpěvák lidové hudby (* 29. listopadu 1938)
  - Guram Kostava, sovětský sportovní šermíř gruzínského původu (* 18. června 1937)
  - Donald Sutherland, kanadský herec (* 17. července 1935)
  - Paul Davidson, americký makroekonom (* 23. října 1930)
- 22. června – Rafa'el Edri, izraelský politik (* 10. září 1937)
- 26. června – Sergej Berezin, ruský hokejista (* 5. listopadu 1971)
- 29. června – Lalla Latifa, marocká princezna, vdova po králi Hasanovi II. (* asi 1946)
- 01. července – Ismail Kadare, albánský básník a spisovatel (* 28. ledna 1936)
- 02. července – Comunardo Niccolai, italský fotbalový trenér a reprezentant (* 15. prosince 1946)
- 04. července – Cas Janssens, nizozemský fotbalista (* 3. srpna 1944)
- 05. července
  - Jon Landau, americký filmový producent (* 23. července 1960)
  - Vic Seixas, americký tenista (* 30. srpna 1923)
- 07. července – Bengt Samuelsson, švédský biochemik, nositel Nobelovy ceny (* 21. května 1934)
- 09. července
  - James Inhofe, americký politik (* 17. listopadu 1934)
  - Jerzy Stuhr, polský herec, režisér a scenárista (* 18. května 1947)
- 10. července
  - Joseph Engle, americký astronaut (* 26. srpna 1932)
  - Thomas Höpker, německý fotograf (* 10. června 1936)
- 11. července – Shelley Duvallová, americká herečka (* 7. července 1949)
- 12. července
  - Tonke Dragtová, nizozemská spisovatelka (* 12. listopadu 1930)
  - Ruth Westheimerová, americká sexuální terapeutka, komička a moderátorka (* 4. června 1928)
  - Bill Viola, americký výtvarný umělec (* 25. ledna 1951)
- 13. července
  - Muhammad Dajf, palestinský terorista (* 12. srpna 1965)
  - Shannen Doherty, americká herečka (* 12. dubna 1971)
- 17. července – Anton Hykisch, slovenský politik, spisovatel a dramatik (* 23. února 1932)
- 18. července – Bob Newhart, americký herec (* 5. září 1929)
- 19. července
  - Iryna Farionová, ukrajinská lingvistka a politička (* 29. dubna 1964)
  - Nguyễn Phú Trọng, vietnamský prezident (* 14. dubna 1944)
  - Elijahu Rips, izraelský matematik lotyšského původu (* 12. prosince 1948)
- 22. července – John Mayall, britský bluesový zpěvák a hudebník (* 29. listopadu 1933)
- 23. července – Robin Warren, australský patolog (* 11. června 1937)
- 27. července – Edna O'Brienová, irská spisovatelka (* 15. prosince 1930)
- 29. července – Józef Szmidt, polský trojskokan (* 28. března 1935)
- 30. července – Franziska Diana Sternbergová, rakouská šlechtična českého původu (* 22. února 1936)
- 31. července – Ismáíl Haníja, palestinský politik a předseda Hamásu (* 29. ledna 1963)
- 04. srpna – Li Čeng-tao, americký fyzik čínského původu, nositel Nobelovy ceny (* 24. listopadu 1926)
- 05. srpna – Vjačeslav Ivanov, sovětský veslař (* 30. července 1938)
- 06. srpna – James D. Bjorken, americký teoretický fyzik (* 22. června 1934)
- 07. srpna – Jon McBride, americký vojenský letec a astronaut (* 14. srpna 1943)
- 08. srpna – Issa Hayatou, kamerunský sportovní funkcionář (* 9. srpna 1946)
- 09. srpna – Susan Wojcicki, americká podnikatelka, výkonná ředitelka YouTube (* 5. července 1968)
- 10. srpna – Galina Zybinová, sovětská atletka (* 22. ledna 1931)
- 14. srpna – Gena Rowlands, americká herečka (* 19. června 1930)
- 15. srpna
  - Lars Björn, švédský hokejista (* 16. prosince 1931)
  - Ľubomír Paulovič, slovenský herec a režisér (* 7. listopadu 1952)
- 18. srpna
  - Alain Delon, francouzský herec (* 8. listopadu 1935)
  - Franciszek Smuda, polský fotbalista a fotbalový trenér (* 22. června 1948)
  - Dušan Šinigoj, slovinský politik (* 7. listopadu 1933)
- 19. srpna – Maria Branyasová, španělská zdravotní sestra amerického původu a nejstarší člověk světa (* 4. března 1907)
- 20. srpna – Humberto Maschio, argentinsko-italský fotbalista a fotbalový trenér (* 10. února 1933)
- 23. srpna – Peter Lundgren, švédský tenista a trenér (* 29. ledna 1965)
- 24. srpna – George Rhoden, jamajský sprinter (* 13. prosince 1926)
  - Christoph Daum, německý fotbalový trenér (* 24. října 1953)
- 26. srpna
  - Sid Eudy, americký wrestler (* 16. prosince 1960)
  - Sven-Göran Eriksson, švédský fotbalový trenér (* 5. února 1948)
- 27. srpna – Juan Izquierdo, uruguayský fotbalista (* 4. července 1997)
- 29. srpna
  - Johnny Gaudreau, americký lední hokejista (* 13. srpna 1993)
  - Miroslav Bázlik, slovenský hudební skladatel (* 12. dubna 1931)
  - Mihaela Peneșová, rumunská atletka, oštěpařka (* 22. července 1947)
- 31. srpna – Sol Bamba, fotbalista z Pobřeží slonoviny (* 13. ledna 1985)
- 02. září – Alexandr Medveď, sovětský zápasník–volnostylař (* 16. září 1937)
- 03. září – Vladimir Bure, sovětský plavec (* 4. prosince 1950)
- 05. září
  - Sérgio Mendes, brazilský skladatel, zpěvák a producent (* 11. února 1941)
  - Rebecca Cheptegeiová, ugandská atletka, běžkyně na dlouhých tratích (* 22. února 1991)
  - Rich Homie Quan, americký rapper (* 4. února 1989)
- 06. září – Ron Yeats, skotský fotbalista (* 15. listopadu 1937)
- 09. září – James Earl Jones, americký herec a dabér (* 17. ledna 1931)
- 11. září
  - Peter Klashorst, nizozemský malíř, sochař a fotograf (* 11. února 1957)
  - Alberto Fujimori, peruánský politik (* 26. července 1938)
- 14. září – Otis Davis, americký atlet, sprinter (* 12. července 1932)
- 15. září – Tito Jackson, americký zpěvák, textař a kytarista (* 15. října 1953)
- 18. září
  - Salvatore Schillaci, italský fotbalista (* 1. prosinec 1964)
  - Sam Malcolmson, novozélandský fotbalista (* 2. dubna 1947)
- 21. září – Benny Golson, americký saxofonista a hudební skladatel (* 25. ledna 1929)
- 22. září
  - Ján Michalko, československý reprezentant v běhu na lyžích (* 18. listopadu 1947)
  - Fredric Jameson, americký filozof a politolog (* 14. dubna 1934)
- 27. září
  - Hasan Nasralláh, libanonský duchovní a generální tajemník Hizballáhu (* 31. srpna 1960)
  - Maggie Smithová, britská herečka (* 28. prosince 1934)
- 28. září – Kris Kristofferson, americký zpěvák a herec (* 22. června 1936)
- 29. září – Ron Ely, americký herec a spisovatel (21. června 1938)
- 30. září – Dan Tichon, izraelský politik (* 5. ledna 1937)
- 03. října
  - Ješa'jahu Gaviš, izraelský voják a politik (* 25. srpna 1925)
  - Hášim Safí ad-Dín, libanonský duchovní a předseda výkonné rady Hizballáhu (* 3. května 1964)
- 04. října
  - Willi Giesemann, německý fotbalista (* 2. září 1937)
  - Anatolij Koňkov, ukrajinský fotbalista (* 19. září 1949)
  - Lea Pericoliová, italská tenistka (* 22. března 1935)
- 05. října – Ildar Dadin, ruský obhájce lidských práv a opoziční aktivista (* 14. dubna 1982)
- 06. října – Johan Neeskens, nizozemský fotbalista (* 15. září 1951)
- 07. října – Elchanan Tannenbaum, izraelský obchodník a plukovník Izraelských obranných sil (* 12. srpna 1946)
- 08. října
  - Wu Pang-kuo, čínský politik (* 24. července 1941)
  - Tim Johnson, americký právník a politik (* 28. prosince 1946)
- 09. října
  - George Baldock, řecký fotbalista anglického původu (* 9. března 1993)
  - Dieter Burdenski, německý fotbalista a trenér (* 26. listopadu 1950)
  - Alexandr Pučkov, sovětský atlet, běžec, sprinter a překážkář (* 25. března 1957)
  - Leif Segerstam, finský dirigent a hudební skladatel (* 2. března 1944)
- 12. října
  - Ka, americký rapper (* 11. srpna 1972)
  - Alex Salmond, skotský politik (* 31. prosince 1954)
  - Jackmaster, skotský diskžokej (* 11. ledna 1986)
- 14. října – Philip Zimbardo, americký psycholog (* 23. března 1933)
- 15. října – Antonio Skármeta, chilský diplomat, scenárista, politik a spisovatel (* 7. listopadu 1940)
- 16. října
  - E. Allen Emerson, americký informatik (* 2. června 1954)
  - Liam Payne, anglický zpěvák a skladatel (* 29. srpna 1993)
  - Jahjá Sinvár, palestinský politik a vůdce Hamásu (* 29. října 1962)
- 17. října – Andrew Schally, americký biochemik a lékař polského původu (* 30. listopadu 1926)
- 18. října – Jehuda Bauer, izraelský historik českého původu (* 6. dubna 1926)
- 20. října
  - Eugenio Dal Corso, italský římskokatolický kněz (* 16. května 1939)
  - Fethullah Gülen, turecký islámský učenec (* 27. dubna 1941)
  - Tung Č’-ming, čínský paleontolog (* 1. ledna 1937)
- 21. října – Paul Di'Anno, britský zpěvák, člen heavy metalové skupiny Iron Maiden (* 17. května 1958)
- 22. října
  - Bernd Bauchspieß, východoněmecký fotbalista (* 10. října 1939)
  - Annelie Ehrhardtová, východoněmecká atletka (* 18. června 1950)
  - Gustavo Gutiérrez, peruánský teolog a zakladatel Teologie osvobození (* 8. června 1928)
- 23. října
  - Geoffrey Capes, britský koulař (* 23. srpna 1949)
  - Leon Cooper, americký fyzik a nositel Nobelovy ceny (* 28. února 1930)
  - Jack Jones, americký zpěvák (* 14. ledna 1938)
- 24. října – Clark Kent, panamsko-americký hudební producent (* 28. září 1966)
- 25. října – Phil Lesh, americký baskytarista (* 15. března 1940)
- 28. října
  - Manuel Guajiro Mirabal, kubánský trumpetista (* 5. května 1933)
  - Paul Morrissey, americký filmový režisér (* 23. února 1938)
  - Jamshid Sharmahd, íránsko-německý novinář (* 23. března 1955)
- 29. října – Suzanne Ostenová, švédská filmová a divadelní režisérka a scenáristka (* 20. června 1944)
- 30. října – Elisabeth Ohlson Wallin, švédská fotografka a umělkyně (* 28. května 1961)
- 02. listopadu – Clement Quartey, ghanský boxer (* 14. dubna 1938)
- 03. listopadu – Quincy Jones, americký hudebník a trumpetista (* 14. března 1933)
- 04. listopadu – Tyka Nelson, americká zpěvačka (* 18. května 1960)
- 05. listopadu – Marise Chamberlainová, novozélandská běžkyně (* 5. prosince 1935)
- 06. listopadu – Dorothy Allisonová, americká spisovatelka (* 11. dubna 1949)
- 07. listopadu – Jürgen Becker, německý spisovatel a překladatel (* 10. července 1932)
- 08. listopadu
  - Micha'el Ejtan, izraelský politik (* 3. června 1944)
  - Geneviève Gradová, francouzská herečka (* 5. července 1944)
  - Peter, arcibiskup Ruské pravoslavné církve v zahraničí (* 9. srpna 1948)
- 09. listopadu – Ram Narayan, indický hudebník (* 25. prosince 1927)
- 11. listopadu
  - Marco Angulo, ekvádorský fotbalista (* 8. května 2002)
  - Thomas Eugene Kurtz, americký informatik (* 22. února 1928)
- 13. listopadu – Shel Talmy, americký hudební producent, skladatel a hudební aranžér (* 11. srpna 1937)
- 14. listopadu – Peter Sinfield, britský básník a hudebník (* 27. prosince 1943)
- 15. listopadu
  - Juriko, japonská princezna (* 4. června 1923)
  - Béla Károlyi, rumunský gymnasta a trenér (* 13. září 1942)
  - István Nemere, maďarský esperantista, spisovatel a překladatel (* 8. listopadu 1944)
- 16. listopadu – Vladimir Škljarov, ruský baletní tanečník (* 9. února 1985)
- 17. listopadu – Bernard Chiarelli, francouzský fotbalista (* 24. února 1934)
- 19. listopadu
  - Tony Campolo, americký sociolog, řečník a baptistický kazatel (* 25. února 1935)
  - Vojislav Vojo Stanić, černohorský malíř (* 3. února 1924)
- 20. listopadu – Mike Pinera, americký rockový kytarista a zpěvák, člen skupiny Iron Butterfly (* 29. září 1948)
- 22. listopadu – Gianfranco Dalla Barba, italský sportovní šermíř (* 11. června 1957)
- 24. listopadu – Breyten Breytenbach, jihoafricko-francouzský básník (* 16. září 1939)
- 26. listopadu
  - Jim Abrahams, americký filmový režisér a scenárista (* 10. května 1944)
  - Jan Furtok, polský fotbalista (* 9. března 1962)
- 27. listopadu – Thomas Hylland Eriksen, norský antropolog, spisovatel a publicista (* 6. února 1962)
- 28. listopadu – Silvia Pinalová, mexická herečka a politička (* 12. září 1931)
- 01. prosince
  - Fred Jüssi, estonský biolog, spisovatel a fotograf (* 29. ledna 1935)
  - Ilke Wyluddaová, německá diskařka (* 28. března 1969)
- 02. prosince
  - Lucjan Brychczy, polský fotbalista (* 13. června 1934)
  - Helmuth Duckadam, rumunský fotbalista (* 1. duben 1959)
  - Neale Fraser, australský tenista (* 3. října 1933)
- 04. prosince
  - Milan Sládek, slovenský herec, mim, choreograf, režisér a divadelní pedagog (* 23. února 1938)
  - Birgitta Švédská, členka švédské královské rodiny (* 19. ledna 1937)
- 05. prosince
  - Jacques Roubaud, francouzský básník, dramatik, prozaik a matematik (* 5. prosince 1932)
  - Jevgenij Velichov, ruský fyzik (* 2. února 1935)
- 08. prosince – Şerif Gören, turecký filmový režisér (* 1. července 1944)
- 12. prosince
  - Wolfgang Becker, německý filmový režisér (* 22. června 1954)
  - Amaury Pasos, brazilský basketbalista (* 11. prosince 1935)
  - Martial Solal, francouzský jazzový klavírista a hudební skladatel (* 23. srpna 1927)
- 17. prosince
  - Aigars Fadejevs, lotyšský sportovní chodec (* 27. prosince 1975)
  - Igor Kirillov, ruský generál (* 13. července 1970)
  - Marisa Paredes, španělská herečka (* 3. dubna 1946)
  - Jānis Timma, lotyšský basketbalista (* 2. července 1992)
- 18. prosince – Klaus Wolfermann, německý oštěpař (* 31. března 1946)
- 20. prosince
  - George Eastham, anglický fotbalista (* 23. září 1936)
  - Rey Misterio Sr., mexický profesionální wrestler (* 8. ledna 1958)
- 21. prosince – Hudson Meek, americký dětský herec (* 5. srpna 2008)
- 24. prosince – Dési Bouterse, surinamský prezident (* 13. října 1945)
- 26. prosince – Manmóhan Singh, indický premiér (* 26. září 1932)
- 27. prosince – Olivia Hussey, argentinská herečka (* 17. dubna 1951)
- 29. prosince – Jimmy Carter, americký prezident (* 1. října 1924)
- 30. prosince – Hugo Sotil, peruánský fotbalista (* 18. května 1949)
- 31. prosince
  - Arnold Rüütel, estonský agronom a politik (* 10. května 1928)
  - Angelo Amato, italský kardinál (* 8. června 1938)
  - Andreas Laun, rakouský biskup a teolog (* 13. října 1942)

## Výročí

### Výročí narození
- 04. ledna – Josef Suk starší, hudební skladatel (150 let)
- 15. února – Jiří Šlitr, herec (100 let)
- 02. března – Bedřich Smetana, hudební skladatel (200 let)
- 24. března – Harry Houdini, maďarsko-americký kouzelník a iluzionista (150 let)
- 03. dubna – Marlon Brando, americký herec (100 let)
- 22. dubna – Immanuel Kant, filozof (300 let)
- 30. dubna – Ilja Prachař, herec (100 let)
- 09. května – Howard Carter, britský archeolog a egyptolog (150 let)
- 08. června – Josef Bláha, herec (100 let)
- 12. června – George H. W. Bush, americký prezident (100 let)
- 10. srpna – Herbert Hoover, americký prezident (150 let)
- 27. září – Josef Škvorecký, spisovatel (100 let)
- 28. září – Otakar Brousek st., herec (100 let)
- 01. října – Jimmy Carter, americký prezident (100 let)
- 19. října – Lubomír Štrougal, československý premiér (100 let)
- 30. listopadu – Winston Churchill, britský premiér (150 let)

### Výročí úmrtí
- 03. ledna – Jiří Wolker, český básník (100 let)
- 08. ledna – Marco Polo, benátský cestovatel (700 let)
- 18. ledna – Vladislav II., král (850 let)
- 21. ledna – Vladimir Iljič Lenin, ruský revolucionář (100 let)
- 03. února – Woodrow Wilson, americký prezident (100 let)
- 07. března – Tomáš Akvinský, filozof a teolog (750 let)
- 19. dubna – George Gordon Byron, anglický básník (200 let)
- 10. května – Ludvík XV., francouzský král (250 let)
- 21. května – Jaroslav Marvan, český herec (50 let)
- 03. června – Franz Kafka, spisovatel (100 let)
- 01. července – Juan Perón, argentinský politik (50 let)
- 19. července – Francesco Petrarca, renesanční učenec a básník (650 let)
- 30. července – Karel Škréta, barokní malíř (350 let)
- 16. září – Ludvík XVIII., francouzský král (200 let)
- 11. října – Jan Žižka, vojevůdce (600 let)
- 08. listopadu – John Milton, anglický básník (350 let)
- 29. listopadu – Giacomo Puccini, italský hudební skladatel (100 let)
- 24. prosince – Vasco da Gama, portugalský mořeplavec (500 let)

## Hlavy států
V tomto seznamu jsou uvedeni pouze představitelé významnějších států.
- Belgie – král Filip Belgický (od 2013)
- Brazílie – prezident Luiz Inácio Lula da Silva (od 2023)
- Čína – prezident Si Ťin-pching (od 2013)
- Česko – prezident Petr Pavel (od 2023)
- Dánsko
  - královna Markéta II. (1972–2024)
  - král Frederik X. (od 2024)
- Egypt – prezident Abd al-Fattáh as-Sísí (od 2014)
- Francie – prezident Emmanuel Macron (od 2017)
- Indie – prezidentka Draupadí Murmúová (od 2022)
- Itálie – prezident Sergio Mattarella (od 2015)
- Izrael – prezident Jicchak Herzog (od 2021)
- Japonsko – císař Naruhito (od 2019)
- Jihoafrická republika – prezident Cyril Ramaphosa (od 2018)
- Kanada – generální guvernérka Mary Simonová (od 2021)
- Maďarsko
  - prezidentka Katalin Nováková (2022–2024)
  - prezident Tamás Sulyok (od 2024)
- Mexiko
  - prezident Andrés Manuel López Obrador (2018–2024)
  - prezidentka Claudia Sheinbaumová (od 2024)
- Německo – prezident Frank-Walter Steinmeier (od 2017)
- Nizozemsko – král Vilém-Alexandr (od 2013)
- Polsko – prezident Andrzej Duda (2015–2025)
- Rakousko – prezident Alexander Van der Bellen (od 2017)
- Rusko – prezident Vladimir Putin (od 2012)
- Slovensko
  - prezidentka Zuzana Čaputová (2019–2024)
  - prezident Peter Pellegrini (od 2024)
- Spojené království– král Karel III. (od 2022)
- Spojené státy americké – prezident Joe Biden (2021–2025)
- Španělsko – král Filip VI. (od 2014)
- Turecko – prezident Recep Tayyip Erdoğan (od 2014)
- Ukrajina – prezident Volodymyr Zelenskyj (od 2019)
- Vatikán – papež a suverén Vatikánu František (2013–2025)

## Fikce
Zde jsou uvedena některá díla, jejichž děj se odehrává (zcela nebo částečně) v roce 2024.

### Počítačové hry a videohry
- Jet Set Radio Future (2002)
- Frontlines: Fuel of War (2008)

### Filmy
- Chlapec a jeho pes (1974)
- Highlander 2 – Síla kouzla (1991)
- Třinácté patro (1999)

### Webové komiksy
- Homestuck Last free US elections

### Televize
- Jistě, pane ministře: deníky dvojctihodného Jima Hackera jsou publikovány
- Star Trek: Nová generace („Ušlechtilé důvody“, 1990): podle Data bylo v roce 2024 pomocí terorismu dosaženo sjednocení Irska
- Star Trek: Stanice Deep Space Nine („Minulý čas“, 1995)
- Kōkaku kidōtai: Stand Alone Complex (2002–2003)
- Pán času („The Disappearing Act“): probíhá IV. světová válka

### Hudba
- 2024, píseň z roku 1982 z alba „Requiem“ od Arthura Browna
- 2024, píseň z roku 2011 z alba „Than You, Happy Birthday“ od skupiny Cage the Elephant

## Nobelovy ceny
- Nobelova cena za chemii – David Baker za výpočetní návrh proteinů a Demis Hassabis a John M. Jumper za predikci struktury proteinů[18]
- Nobelova pamětní cena za ekonomii – Daron Acemoglu, Simon Johnson a James Alan Robinson za studie o tom, jak se instituce formují a jak ovlivňují prosperitu[19]
- Nobelova cena za literaturu – Han Kang za svou intenzivní poetickou prózu, která konfrontuje historická traumata a odhaluje křehkost lidského života[20]
- Nobelova cena za mír – Nihon Hidankjó za její úsilí o dosažení světa bez jaderných zbraní a za to, že prostřednictvím svědeckých výpovědí prokázala, že jaderné zbraně již nikdy nesmí být použity[21]
- Nobelova cena za fyziku – John J. Hopfield a Geoffrey E. Hinton za jejich základní objevy a vynálezy, které umožňují strojové učení pomocí umělých neuronových sítí[22]
- Nobelova cena za fyziologii a lékařství – Victor Ambros a Gary Ruvkun za objev mikroRNA a její roli v post-transkripční genové regulaci[23]